# Llista d'asteroides (396001-397000)
Llista d'asteroides del 396.001 al 397.000, amb data de descoberta i descobridor. És un fragment de la llista d'asteroides completa. Als asteroides se'ls dona un número quan es confirma la seva òrbita, per tant apareixen llistats aproximadament segons la data de descobriment.

## 396001-396100
| Nom    | Designació provisional | Data de descobriment   | Lloc de descobriment | Descobridor/s        |
| ------ | ---------------------- | ---------------------- | -------------------- | -------------------- |
| 396001 | 2013 BL56              | 4 de maig de 2005      | Kitt Peak            | Spacewatch           |
| 396002 | 2013 BA58              | 24 d'agost de 2007     | Kitt Peak            | Spacewatch           |
| 396003 | 2013 BQ58              | 11 de juliol de 1997   | Kitt Peak            | Spacewatch           |
| 396004 | 2013 BW59              | 13 d'abril de 2010     | WISE                 | WISE                 |
| 396005 | 2013 BE60              | 24 de novembre de 2006 | Kitt Peak            | Spacewatch           |
| 396006 | 2013 BW60              | 9 de febrer de 2008    | Kitt Peak            | Spacewatch           |
| 396007 | 2013 BC62              | 23 d'octubre de 2006   | Kitt Peak            | Spacewatch           |
| 396008 | 2013 BD64              | 9 de gener de 2013     | Kitt Peak            | Spacewatch           |
| 396009 | 2013 BJ65              | 11 de gener de 2008    | Kitt Peak            | Spacewatch           |
| 396010 | 2013 BO66              | 7 de setembre de 2011  | Kitt Peak            | Spacewatch           |
| 396011 | 2013 BZ66              | 18 de març de 2001     | Kitt Peak            | Spacewatch           |
| 396012 | 2013 BE67              | 19 de març de 2009     | Kitt Peak            | Spacewatch           |
| 396013 | 2013 BK69              | 14 d'octubre de 1999   | Kitt Peak            | Spacewatch           |
| 396014 | 2013 BK72              | 15 de gener de 1999    | Kitt Peak            | Spacewatch           |
| 396015 | 2013 BY76              | 22 de desembre de 2008 | Kitt Peak            | Spacewatch           |
| 396016 | 2013 BA77              | 25 d'octubre de 2005   | Kitt Peak            | Spacewatch           |
| 396017 | 2013 BT78              | 10 de novembre de 2006 | Kitt Peak            | Spacewatch           |
| 396018 | 2013 BH80              | 12 de juny de 2010     | WISE                 | WISE                 |
| 396019 | 2013 BP80              | 22 de maig de 1998     | Kitt Peak            | Spacewatch           |
| 396020 | 2013 BU80              | 19 d'octubre de 2007   | Catalina             | CSS                  |
| 396021 | 2013 BY80              | 16 de novembre de 2006 | Mount Lemmon         | Mt. Lemmon Survey    |
| 396022 | 2013 BF81              | 26 de gener de 2006    | Mount Lemmon         | Mt. Lemmon Survey    |
| 396023 | 2013 CF2               | 7 d'abril de 2005      | Mount Lemmon         | Mt. Lemmon Survey    |
| 396024 | 2013 CK4               | 27 d'agost de 2006     | Kitt Peak            | Spacewatch           |
| 396025 | 2013 CJ5               | 15 de setembre de 2006 | Kitt Peak            | Spacewatch           |
| 396026 | 2013 CG7               | 31 de març de 2009     | Mount Lemmon         | Mt. Lemmon Survey    |
| 396027 | 2013 CP8               | 10 de juny de 2010     | Mount Lemmon         | Mt. Lemmon Survey    |
| 396028 | 2013 CS8               | 7 de febrer de 2008    | Kitt Peak            | Spacewatch           |
| 396029 | 2013 CF10              | 8 de maig de 2005      | Kitt Peak            | Spacewatch           |
| 396030 | 2013 CH11              | 25 de desembre de 1998 | Kitt Peak            | Spacewatch           |
| 396031 | 2013 CW12              | 20 de gener de 2002    | Kitt Peak            | Spacewatch           |
| 396032 | 2013 CQ13              | 28 de febrer de 2008   | Kitt Peak            | Spacewatch           |
| 396033 | 2013 CW13              | 16 d'octubre de 2006   | Kitt Peak            | Spacewatch           |
| 396034 | 2013 CW15              | 15 de setembre de 2006 | Kitt Peak            | Spacewatch           |
| 396035 | 2013 CE16              | 16 d'octubre de 2006   | Mount Lemmon         | Mt. Lemmon Survey    |
| 396036 | 2013 CV16              | 12 de març de 2008     | Kitt Peak            | Spacewatch           |
| 396037 | 2013 CP21              | 16 de novembre de 2006 | Mount Lemmon         | Mt. Lemmon Survey    |
| 396038 | 2013 CH23              | 21 d'abril de 2010     | WISE                 | WISE                 |
| 396039 | 2013 CP23              | 12 de setembre de 2005 | Kitt Peak            | Spacewatch           |
| 396040 | 2013 CW29              | 17 de setembre de 2009 | Kitt Peak            | Spacewatch           |
| 396041 | 2013 CK31              | 5 de novembre de 1994  | Kitt Peak            | Spacewatch           |
| 396042 | 2013 CM31              | 17 de desembre de 2001 | Socorro              | LINEAR               |
| 396043 | 2013 CN33              | 1 de setembre de 2011  | Siding Spring        | Siding Spring Survey |
| 396044 | 2013 CH35              | 22 de febrer de 2004   | Kitt Peak            | Spacewatch           |
| 396045 | 2013 CH37              | 21 d'octubre de 2006   | Mount Lemmon         | Mt. Lemmon Survey    |
| 396046 | 2013 CK37              | 7 de novembre de 2007  | Mount Lemmon         | Mt. Lemmon Survey    |
| 396047 | 2013 CH38              | 10 de desembre de 2006 | Kitt Peak            | Spacewatch           |
| 396048 | 2013 CD39              | 23 de març de 2003     | Kitt Peak            | Spacewatch           |
| 396049 | 2013 CF40              | 5 de gener de 2002     | Kitt Peak            | Spacewatch           |
| 396050 | 2013 CA41              | 7 de març de 2008      | Kitt Peak            | Spacewatch           |
| 396051 | 2013 CL41              | 18 de juliol de 2006   | Mount Lemmon         | Mt. Lemmon Survey    |
| 396052 | 2013 CY41              | 20 de juliol de 2010   | WISE                 | WISE                 |
| 396053 | 2013 CR43              | 2 d'octubre de 2006    | Mount Lemmon         | Mt. Lemmon Survey    |
| 396054 | 2013 CD44              | 11 de novembre de 2007 | Mount Lemmon         | Mt. Lemmon Survey    |
| 396055 | 2013 CJ45              | 29 d'agost de 2006     | Kitt Peak            | Spacewatch           |
| 396056 | 2013 CH49              | 29 d'abril de 2009     | Kitt Peak            | Spacewatch           |
| 396057 | 2013 CM49              | 20 de gener de 2008    | Mount Lemmon         | Mt. Lemmon Survey    |
| 396058 | 2013 CY49              | 10 de febrer de 2008   | Catalina             | CSS                  |
| 396059 | 2013 CH51              | 27 d'agost de 2006     | Kitt Peak            | Spacewatch           |
| 396060 | 2013 CA52              | 28 de setembre de 2006 | Kitt Peak            | Spacewatch           |
| 396061 | 2013 CL55              | 8 d'abril de 2008      | Mount Lemmon         | Mt. Lemmon Survey    |
| 396062 | 2013 CM63              | 1 de març de 2009      | Kitt Peak            | Spacewatch           |
| 396063 | 2013 CB66              | 12 de gener de 2002    | Kitt Peak            | Spacewatch           |
| 396064 | 2013 CP69              | 15 de setembre de 2006 | Kitt Peak            | Spacewatch           |
| 396065 | 2013 CC70              | 10 de febrer de 2002   | Socorro              | LINEAR               |
| 396066 | 2013 CD71              | 15 de juny de 2010     | WISE                 | WISE                 |
| 396067 | 2013 CV71              | 17 de setembre de 2006 | Kitt Peak            | Spacewatch           |
| 396068 | 2013 CU72              | 11 de febrer de 2008   | Mount Lemmon         | Mt. Lemmon Survey    |
| 396069 | 2013 CA73              | 26 de maig de 2003     | Kitt Peak            | Spacewatch           |
| 396070 | 2013 CB73              | 15 de gener de 2008    | Mount Lemmon         | Mt. Lemmon Survey    |
| 396071 | 2013 CE74              | 14 de febrer de 2004   | Kitt Peak            | Spacewatch           |
| 396072 | 2013 CJ74              | 6 de març de 2008      | Mount Lemmon         | Mt. Lemmon Survey    |
| 396073 | 2013 CG76              | 23 de desembre de 1998 | Kitt Peak            | Spacewatch           |
| 396074 | 2013 CW77              | 20 de desembre de 2007 | Mount Lemmon         | Mt. Lemmon Survey    |
| 396075 | 2013 CD81              | 12 de setembre de 1994 | Kitt Peak            | Spacewatch           |
| 396076 | 2013 CA82              | 15 de març de 2004     | Kitt Peak            | Spacewatch           |
| 396077 | 2013 CN84              | 16 d'abril de 2005     | Catalina             | CSS                  |
| 396078 | 2013 CS84              | 21 d'octubre de 2006   | Mount Lemmon         | Mt. Lemmon Survey    |
| 396079 | 2013 CH85              | 3 de març de 2009      | Kitt Peak            | Spacewatch           |
| 396080 | 2013 CO85              | 15 de gener de 2005    | Kitt Peak            | Spacewatch           |
| 396081 | 2013 CC86              | 2 de febrer de 2009    | Kitt Peak            | Spacewatch           |
| 396082 | 2013 CR89              | 23 de novembre de 2006 | Mount Lemmon         | Mt. Lemmon Survey    |
| 396083 | 2013 CT89              | 30 de març de 2008     | Catalina             | CSS                  |
| 396084 | 2013 CH91              | 4 de febrer de 2005    | Mount Lemmon         | Mt. Lemmon Survey    |
| 396085 | 2013 CJ92              | 12 d'octubre de 2007   | Mount Lemmon         | Mt. Lemmon Survey    |
| 396086 | 2013 CO100             | 5 d'abril de 2003      | Kitt Peak            | Spacewatch           |
| 396087 | 2013 CW101             | 7 de febrer de 2002    | Socorro              | LINEAR               |
| 396088 | 2013 CD110             | 17 de desembre de 2007 | Kitt Peak            | Spacewatch           |
| 396089 | 2013 CJ110             | 14 de gener de 2002    | Socorro              | LINEAR               |
| 396090 | 2013 CG112             | 15 de setembre de 2007 | Siding Spring        | Siding Spring Survey |
| 396091 | 2013 CV112             | 3 de juny de 2009      | Mount Lemmon         | Mt. Lemmon Survey    |
| 396092 | 2013 CB115             | 8 de juny de 2005      | Kitt Peak            | Spacewatch           |
| 396093 | 2013 CJ115             | 10 de febrer de 2002   | Socorro              | LINEAR               |
| 396094 | 2013 CR115             | 30 d'octubre de 2007   | Kitt Peak            | Spacewatch           |
| 396095 | 2013 CY117             | 14 de desembre de 2006 | Kitt Peak            | Spacewatch           |
| 396096 | 2013 CZ120             | 30 de gener de 2003    | Kitt Peak            | Spacewatch           |
| 396097 | 2013 CZ122             | 7 de febrer de 2002    | Socorro              | LINEAR               |
| 396098 | 2013 CF123             | 30 d'octubre de 2005   | Kitt Peak            | Spacewatch           |
| 396099 | 2013 CA130             | 18 de febrer de 2008   | Mount Lemmon         | Mt. Lemmon Survey    |
| 396100 | 2013 CQ137             | 26 de febrer de 2007   | Mount Lemmon         | Mt. Lemmon Survey    |

## 396101-396200
| Nom    | Designació provisional | Data de descobriment   | Lloc de descobriment | Descobridor/s          |
| ------ | ---------------------- | ---------------------- | -------------------- | ---------------------- |
| 396101 | 2013 CD139             | 7 de febrer de 2008    | Mount Lemmon         | Mt. Lemmon Survey      |
| 396102 | 2013 CJ139             | 19 de desembre de 2003 | Kitt Peak            | Spacewatch             |
| 396103 | 2013 CE141             | 2 d'abril de 2006      | Kitt Peak            | Spacewatch             |
| 396104 | 2013 CJ143             | 19 de desembre de 2003 | Kitt Peak            | Spacewatch             |
| 396105 | 2013 CH146             | 1 de febrer de 2008    | Mount Lemmon         | Mt. Lemmon Survey      |
| 396106 | 2013 CF147             | 1 de desembre de 2005  | Kitt Peak            | Spacewatch             |
| 396107 | 2013 CT147             | 30 d'agost de 2005     | Kitt Peak            | Spacewatch             |
| 396108 | 2013 CM149             | 13 de setembre de 2007 | Mount Lemmon         | Mt. Lemmon Survey      |
| 396109 | 2013 CK150             | 26 d'agost de 1998     | Kitt Peak            | Spacewatch             |
| 396110 | 2013 CV158             | 1 de març de 2008      | Kitt Peak            | Spacewatch             |
| 396111 | 2013 CN159             | 24 de gener de 2007    | Kitt Peak            | Spacewatch             |
| 396112 | 2013 CN160             | 10 de febrer de 2007   | Mount Lemmon         | Mt. Lemmon Survey      |
| 396113 | 2013 CZ161             | 8 de febrer de 2007    | Kitt Peak            | Spacewatch             |
| 396114 | 2013 CD164             | 15 de març de 2008     | Kitt Peak            | Spacewatch             |
| 396115 | 2013 CG170             | 25 de setembre de 2005 | Catalina             | CSS                    |
| 396116 | 2013 CZ174             | 3 d'abril de 2008      | Kitt Peak            | Spacewatch             |
| 396117 | 2013 CH177             | 4 d'octubre de 2006    | Mount Lemmon         | Mt. Lemmon Survey      |
| 396118 | 2013 CM177             | 12 de febrer de 2008   | Kitt Peak            | Spacewatch             |
| 396119 | 2013 CH178             | 8 de febrer de 2013    | XuYi                 | PMO NEO Survey Program |
| 396120 | 2013 CU178             | 13 de desembre de 2006 | Mount Lemmon         | Mt. Lemmon Survey      |
| 396121 | 2013 CV181             | 26 de gener de 2007    | Kitt Peak            | Spacewatch             |
| 396122 | 2013 CL183             | 8 de maig de 2005      | Kitt Peak            | Spacewatch             |
| 396123 | 2013 CJ188             | 7 de febrer de 2002    | Socorro              | LINEAR                 |
| 396124 | 2013 CT189             | 19 d'agost de 2006     | Kitt Peak            | Spacewatch             |
| 396125 | 2013 CF190             | 22 d'octubre de 2006   | Mount Lemmon         | Mt. Lemmon Survey      |
| 396126 | 2013 CJ191             | 11 de març de 2005     | Anderson Mesa        | LONEOS                 |
| 396127 | 2013 CD192             | 7 d'abril de 2005      | Catalina             | CSS                    |
| 396128 | 2013 CS198             | 3 de març de 1997      | Kitt Peak            | Spacewatch             |
| 396129 | 2013 CX201             | 17 de gener de 2007    | Kitt Peak            | Spacewatch             |
| 396130 | 2013 CS203             | 23 de desembre de 2006 | Mount Lemmon         | Mt. Lemmon Survey      |
| 396131 | 2013 CT203             | 17 de febrer de 2004   | Kitt Peak            | Spacewatch             |
| 396132 | 2013 CH211             | 20 de setembre de 2011 | Kitt Peak            | Spacewatch             |
| 396133 | 2013 CE214             | 15 de setembre de 2007 | Mount Lemmon         | Mt. Lemmon Survey      |
| 396134 | 2013 CW214             | 9 d'octubre de 2008    | Mount Lemmon         | Mt. Lemmon Survey      |
| 396135 | 2013 CJ216             | 2 d'octubre de 2006    | Mount Lemmon         | Mt. Lemmon Survey      |
| 396136 | 2013 CJ222             | 25 d'abril de 2006     | Mount Lemmon         | Mt. Lemmon Survey      |
| 396137 | 2013 DD2               | 21 d'abril de 2009     | Mount Lemmon         | Mt. Lemmon Survey      |
| 396138 | 2013 DZ3               | 1 de novembre de 2006  | Kitt Peak            | Spacewatch             |
| 396139 | 2013 DC5               | 20 de novembre de 2006 | Mount Lemmon         | Mt. Lemmon Survey      |
| 396140 | 2013 DU5               | 20 de gener de 2012    | Mount Lemmon         | Mt. Lemmon Survey      |
| 396141 | 2013 DW7               | 25 de novembre de 2006 | Mount Lemmon         | Mt. Lemmon Survey      |
| 396142 | 2013 DH8               | 11 de març de 2008     | Mount Lemmon         | Mt. Lemmon Survey      |
| 396143 | 2013 DA9               | 15 d'abril de 2008     | Mount Lemmon         | Mt. Lemmon Survey      |
| 396144 | 2013 DJ9               | 16 de març de 2004     | Campo Imperatore     | CINEOS                 |
| 396145 | 2013 DV9               | 15 d'abril de 2008     | Mount Lemmon         | Mt. Lemmon Survey      |
| 396146 | 2013 DN10              | 19 d'octubre de 1995   | Kitt Peak            | Spacewatch             |
| 396147 | 2013 DS10              | 16 de maig de 2005     | Mount Lemmon         | Mt. Lemmon Survey      |
| 396148 | 2013 DU10              | 26 d'octubre de 2005   | Kitt Peak            | Spacewatch             |
| 396149 | 2013 EE                | 18 de febrer de 2004   | Kitt Peak            | Spacewatch             |
| 396150 | 2013 EX2               | 6 de desembre de 2007  | Kitt Peak            | Spacewatch             |
| 396151 | 2013 EK5               | 19 de setembre de 2001 | Socorro              | LINEAR                 |
| 396152 | 2013 EL5               | 17 d'octubre de 2006   | Mount Lemmon         | Mt. Lemmon Survey      |
| 396153 | 2013 EO12              | 4 d'abril de 2008      | Mount Lemmon         | Mt. Lemmon Survey      |
| 396154 | 2013 EN13              | 12 de desembre de 2006 | Kitt Peak            | Spacewatch             |
| 396155 | 2013 EY14              | 16 d'octubre de 2009   | Mount Lemmon         | Mt. Lemmon Survey      |
| 396156 | 2013 EG25              | 13 de març de 2002     | Socorro              | LINEAR                 |
| 396157 | 2013 EQ32              | 18 d'agost de 2006     | Kitt Peak            | Spacewatch             |
| 396158 | 2013 EE35              | 24 de setembre de 2008 | Kitt Peak            | Spacewatch             |
| 396159 | 2013 EA41              | 21 de setembre de 2009 | Mount Lemmon         | Mt. Lemmon Survey      |
| 396160 | 2013 ER42              | 31 d'agost de 2005     | Kitt Peak            | Spacewatch             |
| 396161 | 2013 EY43              | 15 de març de 2004     | Kitt Peak            | Spacewatch             |
| 396162 | 2013 EF48              | 11 de març de 2008     | Kitt Peak            | Spacewatch             |
| 396163 | 2013 EJ48              | 14 de setembre de 1999 | Kitt Peak            | Spacewatch             |
| 396164 | 2013 ES57              | 13 de febrer de 2002   | Kitt Peak            | Spacewatch             |
| 396165 | 2013 EL70              | 28 de febrer de 2009   | Kitt Peak            | Spacewatch             |
| 396166 | 2013 EK80              | 25 de novembre de 2005 | Catalina             | CSS                    |
| 396167 | 2013 EB92              | 31 d'octubre de 2005   | Mount Lemmon         | Mt. Lemmon Survey      |
| 396168 | 2013 ER92              | 18 de novembre de 2007 | Socorro              | LINEAR                 |
| 396169 | 2013 EN102             | 13 de setembre de 2005 | Kitt Peak            | Spacewatch             |
| 396170 | 2013 EJ112             | 6 de novembre de 2010  | Mount Lemmon         | Mt. Lemmon Survey      |
| 396171 | 2013 ED119             | 30 d'agost de 2005     | Kitt Peak            | Spacewatch             |
| 396172 | 2013 EC126             | 20 de febrer de 2009   | Kitt Peak            | Spacewatch             |
| 396173 | 2013 FL25              | 16 d'abril de 2008     | Mount Lemmon         | Mt. Lemmon Survey      |
| 396174 | 2013 GE1               | 31 de març de 2004     | Kitt Peak            | Spacewatch             |
| 396175 | 2013 GL14              | 31 de desembre de 2011 | Mount Lemmon         | Mt. Lemmon Survey      |
| 396176 | 2013 GV20              | 20 d'abril de 2009     | Kitt Peak            | Spacewatch             |
| 396177 | 2013 GY23              | 12 de maig de 2005     | Kitt Peak            | Spacewatch             |
| 396178 | 2013 GY24              | 26 de gener de 2007    | Anderson Mesa        | LONEOS                 |
| 396179 | 2013 GR30              | 22 de setembre de 2003 | Kitt Peak            | Spacewatch             |
| 396180 | 2013 GC38              | 13 de setembre de 2004 | Kitt Peak            | Spacewatch             |
| 396181 | 2013 GY61              | 7 d'octubre de 2004    | Kitt Peak            | Spacewatch             |
| 396182 | 2013 GW80              | 1 de maig de 1997      | Kitt Peak            | Spacewatch             |
| 396183 | 2013 GU88              | 18 de setembre de 1998 | Kitt Peak            | Spacewatch             |
| 396184 | 2013 GQ89              | 1 de juny de 1997      | Kitt Peak            | Spacewatch             |
| 396185 | 2013 GX90              | 29 d'abril de 2003     | Kitt Peak            | Spacewatch             |
| 396186 | 2013 GQ92              | 17 de novembre de 2006 | Mount Lemmon         | Mt. Lemmon Survey      |
| 396187 | 2013 GL99              | 4 de juny de 1995      | Kitt Peak            | Spacewatch             |
| 396188 | 2013 GD135             | 16 de març de 2007     | Kitt Peak            | Spacewatch             |
| 396189 | 2013 HY13              | 14 de maig de 2008     | Kitt Peak            | Spacewatch             |
| 396190 | 2013 HO42              | 1 de desembre de 2005  | Kitt Peak            | Spacewatch             |
| 396191 | 2013 HX49              | 31 d'octubre de 2010   | Mount Lemmon         | Mt. Lemmon Survey      |
| 396192 | 2013 JN25              | 11 de juliol de 2005   | Mount Lemmon         | Mt. Lemmon Survey      |
| 396193 | 2013 JA26              | 8 de maig de 2008      | Mount Lemmon         | Mt. Lemmon Survey      |
| 396194 | 2013 JX44              | 11 d'octubre de 2004   | Kitt Peak            | Spacewatch             |
| 396195 | 2013 JW57              | 1 d'octubre de 2005    | Kitt Peak            | Spacewatch             |
| 396196 | 2013 PV9               | 8 de març de 2006      | Kitt Peak            | Spacewatch             |
| 396197 | 2013 PU40              | 26 de setembre de 2005 | Kitt Peak            | Spacewatch             |
| 396198 | 2013 PK52              | 22 de juny de 1995     | Kitt Peak            | Spacewatch             |
| 396199 | 2013 PA59              | 3 de març de 2006      | Mount Lemmon         | Mt. Lemmon Survey      |
| 396200 | 2013 PC70              | 7 de març de 2008      | Kitt Peak            | Spacewatch             |

## 396201-396300
| Nom    | Designació provisional | Data de descobriment   | Lloc de descobriment | Descobridor/s        |
| ------ | ---------------------- | ---------------------- | -------------------- | -------------------- |
| 396201 | 2013 QT18              | 6 de febrer de 2007    | Mount Lemmon         | Mt. Lemmon Survey    |
| 396202 | 2013 RD22              | 2 de novembre de 2008  | Catalina             | CSS                  |
| 396203 | 2013 RK29              | 28 de febrer de 2008   | Mount Lemmon         | Mt. Lemmon Survey    |
| 396204 | 2013 RC90              | 21 de setembre de 2009 | Kitt Peak            | Spacewatch           |
| 396205 | 2013 RX93              | 21 d'agost de 2006     | Kitt Peak            | Spacewatch           |
| 396206 | 2013 SK21              | 9 d'octubre de 2004    | Kitt Peak            | Spacewatch           |
| 396207 | 2013 TL93              | 18 d'abril de 1999     | Kitt Peak            | Spacewatch           |
| 396208 | 2013 WP16              | 29 d'octubre de 2005   | Mount Lemmon         | Mt. Lemmon Survey    |
| 396209 | 2013 XK24              | 23 de març de 2006     | Catalina             | CSS                  |
| 396210 | 2013 YQ10              | 12 d'octubre de 2005   | Kitt Peak            | Spacewatch           |
| 396211 | 2013 YV18              | 28 d'octubre de 2005   | Mount Lemmon         | Mt. Lemmon Survey    |
| 396212 | 2013 YH42              | 16 de febrer de 2010   | Catalina             | CSS                  |
| 396213 | 2013 YJ45              | 7 de desembre de 1999  | Kitt Peak            | Spacewatch           |
| 396214 | 2013 YK47              | 22 de setembre de 2008 | Kitt Peak            | Spacewatch           |
| 396215 | 2013 YR58              | 21 de juny de 2007     | Mount Lemmon         | Mt. Lemmon Survey    |
| 396216 | 2013 YK124             | 4 de desembre de 2007  | Catalina             | CSS                  |
| 396217 | 2013 YX125             | 23 de gener de 2006    | Kitt Peak            | Spacewatch           |
| 396218 | 2013 YZ125             | 9 de novembre de 2007  | Catalina             | CSS                  |
| 396219 | 2013 YA140             | 18 de novembre de 2007 | Mount Lemmon         | Mt. Lemmon Survey    |
| 396220 | 2014 AH                | 5 d'abril de 2010      | WISE                 | WISE                 |
| 396221 | 2014 AB12              | 14 de març de 2005     | Mount Lemmon         | Mt. Lemmon Survey    |
| 396222 | 2014 AB15              | 3 de setembre de 2008  | Kitt Peak            | Spacewatch           |
| 396223 | 2014 AJ27              | 24 de maig de 2006     | Kitt Peak            | Spacewatch           |
| 396224 | 2014 AH43              | 1 de gener de 2009     | Kitt Peak            | Spacewatch           |
| 396225 | 2014 AP49              | 30 de novembre de 2005 | Kitt Peak            | Spacewatch           |
| 396226 | 2014 AL53              | 1 de desembre de 2008  | Mount Lemmon         | Mt. Lemmon Survey    |
| 396227 | 2014 BA1               | 16 d'abril de 2005     | Kitt Peak            | Spacewatch           |
| 396228 | 2014 BO2               | 17 de setembre de 2003 | Kitt Peak            | Spacewatch           |
| 396229 | 2014 BP5               | 22 de desembre de 2008 | Kitt Peak            | Spacewatch           |
| 396230 | 2014 BN12              | 13 de gener de 2008    | Kitt Peak            | Spacewatch           |
| 396231 | 2014 BJ14              | 7 de desembre de 2005  | Kitt Peak            | Spacewatch           |
| 396232 | 2014 BZ23              | 15 de desembre de 2004 | Kitt Peak            | Spacewatch           |
| 396233 | 2014 BE24              | 27 d'agost de 2006     | Anderson Mesa        | LONEOS               |
| 396234 | 2014 BM29              | 12 de març de 2007     | Catalina             | CSS                  |
| 396235 | 2014 BO29              | 1 de novembre de 2008  | Mount Lemmon         | Mt. Lemmon Survey    |
| 396236 | 2014 BS29              | 11 de març de 1996     | Kitt Peak            | Spacewatch           |
| 396237 | 2014 BF30              | 2 de març de 2009      | Kitt Peak            | Spacewatch           |
| 396238 | 2014 BJ35              | 30 d'octubre de 2005   | Kitt Peak            | Spacewatch           |
| 396239 | 2014 BL35              | 2 de febrer de 2005    | Kitt Peak            | Spacewatch           |
| 396240 | 2014 BE37              | 19 de gener de 2001    | Socorro              | LINEAR               |
| 396241 | 2014 BJ37              | 24 de març de 1998     | Kitt Peak            | Spacewatch           |
| 396242 | 2014 BR37              | 24 de març de 2003     | Kitt Peak            | Spacewatch           |
| 396243 | 2014 BL38              | 24 de març de 2003     | Kitt Peak            | Spacewatch           |
| 396244 | 2014 BU42              | 30 de juny de 2005     | Kitt Peak            | Spacewatch           |
| 396245 | 2014 BV44              | 13 d'abril de 2004     | Kitt Peak            | Spacewatch           |
| 396246 | 2014 BH45              | 12 de juny de 2004     | Kitt Peak            | Spacewatch           |
| 396247 | 2014 BJ47              | 26 de setembre de 2006 | Mount Lemmon         | Mt. Lemmon Survey    |
| 396248 | 2014 BN47              | 25 de novembre de 2005 | Kitt Peak            | Spacewatch           |
| 396249 | 2014 BU48              | 17 de març de 2009     | Kitt Peak            | Spacewatch           |
| 396250 | 2014 BF56              | 2 d'octubre de 2008    | Mount Lemmon         | Mt. Lemmon Survey    |
| 396251 | 2014 BV60              | 15 de gener de 2005    | Catalina             | CSS                  |
| 396252 | 2014 BH63              | 9 de setembre de 2008  | Mount Lemmon         | Mt. Lemmon Survey    |
| 396253 | 2014 BO63              | 2 d'abril de 2009      | Mount Lemmon         | Mt. Lemmon Survey    |
| 396254 | 2014 CP2               | 28 de març de 2009     | Siding Spring        | Siding Spring Survey |
| 396255 | 2014 CX2               | 25 de febrer de 2006   | Kitt Peak            | Spacewatch           |
| 396256 | 2014 CD4               | 12 de setembre de 2007 | Mount Lemmon         | Mt. Lemmon Survey    |
| 396257 | 2014 CB5               | 22 de febrer de 2009   | Kitt Peak            | Spacewatch           |
| 396258 | 2014 CO7               | 7 d'abril de 2006      | Siding Spring        | Siding Spring Survey |
| 396259 | 2014 CN11              | 23 de març de 2004     | Kitt Peak            | Spacewatch           |
| 396260 | 2014 CK12              | 14 de març de 2004     | Kitt Peak            | Spacewatch           |
| 396261 | 2014 CK13              | 29 de març de 2009     | Catalina             | CSS                  |
| 396262 | 2014 CY14              | 3 d'octubre de 2002    | Campo Imperatore     | CINEOS               |
| 396263 | 2014 CG15              | 26 de gener de 2003    | Kitt Peak            | Spacewatch           |
| 396264 | 2014 CO15              | 17 d'octubre de 2006   | Kitt Peak            | Spacewatch           |
| 396265 | 2014 CQ15              | 21 d'agost de 2006     | Kitt Peak            | Spacewatch           |
| 396266 | 2014 CF16              | 1 d'octubre de 2006    | Kitt Peak            | Spacewatch           |
| 396267 | 2014 CQ16              | 27 de març de 2004     | Socorro              | LINEAR               |
| 396268 | 2014 CT16              | 21 d'agost de 2006     | Kitt Peak            | Spacewatch           |
| 396269 | 2014 CP17              | 8 de març de 2003      | Anderson Mesa        | LONEOS               |
| 396270 | 2014 CJ18              | 30 de setembre de 2006 | Kitt Peak            | Spacewatch           |
| 396271 | 2014 CL18              | 15 de març de 2004     | Kitt Peak            | Spacewatch           |
| 396272 | 2014 CY18              | 31 d'agost de 2005     | Kitt Peak            | Spacewatch           |
| 396273 | 2014 CV19              | 29 d'octubre de 2005   | Mount Lemmon         | Mt. Lemmon Survey    |
| 396274 | 2014 CS20              | 29 d'octubre de 2008   | Mount Lemmon         | Mt. Lemmon Survey    |
| 396275 | 2014 CD21              | 8 de març de 2003      | Kitt Peak            | Spacewatch           |
| 396276 | 2014 CO21              | 25 de setembre de 2008 | Kitt Peak            | Spacewatch           |
| 396277 | 2014 CF22              | 9 d'abril de 2002      | Socorro              | LINEAR               |
| 396278 | 2014 CJ22              | 17 de novembre de 2009 | Kitt Peak            | Spacewatch           |
| 396279 | 2014 CD23              | 6 de novembre de 2008  | Kitt Peak            | Spacewatch           |
| 396280 | 2014 DK1               | 21 de març de 1998     | Kitt Peak            | Spacewatch           |
| 396281 | 2014 DT1               | 13 de setembre de 2007 | Kitt Peak            | Spacewatch           |
| 396282 | 2014 DE2               | 17 de març de 2005     | Mount Lemmon         | Mt. Lemmon Survey    |
| 396283 | 2014 DP4               | 24 d'octubre de 2005   | Kitt Peak            | Spacewatch           |
| 396284 | 2014 DD5               | 8 d'octubre de 2008    | Kitt Peak            | Spacewatch           |
| 396285 | 2014 DC7               | 13 de febrer de 2010   | Catalina             | CSS                  |
| 396286 | 2014 DX7               | 29 de febrer de 2000   | Socorro              | LINEAR               |
| 396287 | 2014 DL14              | 9 d'abril de 2010      | Kitt Peak            | Spacewatch           |
| 396288 | 2014 DM18              | 25 de març de 2000     | Kitt Peak            | Spacewatch           |
| 396289 | 2014 DR18              | 10 de febrer de 2003   | Kitt Peak            | Spacewatch           |
| 396290 | 2014 DA19              | 5 de març de 2006      | Kitt Peak            | Spacewatch           |
| 396291 | 2014 DH19              | 28 de gener de 2007    | Mount Lemmon         | Mt. Lemmon Survey    |
| 396292 | 2014 DR19              | 22 d'octubre de 2006   | Kitt Peak            | Spacewatch           |
| 396293 | 2014 DD20              | 11 de gener de 2008    | Catalina             | CSS                  |
| 396294 | 2014 DK20              | 14 de febrer de 2002   | Kitt Peak            | Spacewatch           |
| 396295 | 2014 DP20              | 26 d'octubre de 2005   | Kitt Peak            | Spacewatch           |
| 396296 | 2014 DY20              | 19 de novembre de 2007 | Kitt Peak            | Spacewatch           |
| 396297 | 2014 DZ20              | 16 de febrer de 2010   | Mount Lemmon         | Mt. Lemmon Survey    |
| 396298 | 2014 DB21              | 27 d'abril de 2001     | Kitt Peak            | Spacewatch           |
| 396299 | 2014 DK21              | 8 de març de 2005      | Mount Lemmon         | Mt. Lemmon Survey    |
| 396300 | 2014 DT23              | 16 de setembre de 2003 | Kitt Peak            | Spacewatch           |

## 396301-396400
| Nom    | Designació provisional | Data de descobriment   | Lloc de descobriment | Descobridor/s     |
| ------ | ---------------------- | ---------------------- | -------------------- | ----------------- |
| 396301 | 2014 DZ23              | 21 d'octubre de 1995   | Kitt Peak            | Spacewatch        |
| 396302 | 2014 DA24              | 4 de novembre de 2007  | Mount Lemmon         | Mt. Lemmon Survey |
| 396303 | 2014 DV25              | 4 de novembre de 2005  | Kitt Peak            | Spacewatch        |
| 396304 | 2014 DZ25              | 10 de desembre de 1998 | Kitt Peak            | Spacewatch        |
| 396305 | 2014 DQ27              | 9 de març de 2005      | Kitt Peak            | Spacewatch        |
| 396306 | 2014 DS27              | 27 de desembre de 2006 | Mount Lemmon         | Mt. Lemmon Survey |
| 396307 | 2014 DU28              | 14 de desembre de 2004 | Catalina             | CSS               |
| 396308 | 2014 DM30              | 28 de desembre de 2005 | Kitt Peak            | Spacewatch        |
| 396309 | 2014 DH31              | 19 de març de 1996     | Kitt Peak            | Spacewatch        |
| 396310 | 2014 DX31              | 19 de setembre de 2001 | Kitt Peak            | Spacewatch        |
| 396311 | 2014 DZ33              | 18 de setembre de 2011 | Mount Lemmon         | Mt. Lemmon Survey |
| 396312 | 2014 DD34              | 19 de gener de 2008    | Kitt Peak            | Spacewatch        |
| 396313 | 2014 DG34              | 11 de gener de 2008    | Catalina             | CSS               |
| 396314 | 2014 DH34              | 18 de desembre de 2004 | Mount Lemmon         | Mt. Lemmon Survey |
| 396315 | 2014 DX34              | 27 de febrer de 2006   | Kitt Peak            | Spacewatch        |
| 396316 | 2014 DZ34              | 6 de maig de 2006      | Mount Lemmon         | Mt. Lemmon Survey |
| 396317 | 2014 DR35              | 24 d'abril de 2003     | Kitt Peak            | Spacewatch        |
| 396318 | 2014 DT35              | 25 d'octubre de 2005   | Mount Lemmon         | Mt. Lemmon Survey |
| 396319 | 2014 DK38              | 7 d'octubre de 2005    | Kitt Peak            | Spacewatch        |
| 396320 | 2014 DO38              | 30 d'abril de 2006     | Kitt Peak            | Spacewatch        |
| 396321 | 2014 DK43              | 13 de març de 1997     | Kitt Peak            | Spacewatch        |
| 396322 | 2014 DU45              | 19 de gener de 2008    | Mount Lemmon         | Mt. Lemmon Survey |
| 396323 | 2014 DX45              | 23 d'agost de 2007     | Kitt Peak            | Spacewatch        |
| 396324 | 2014 DO46              | 19 de maig de 2004     | Kitt Peak            | Spacewatch        |
| 396325 | 2014 DB47              | 27 d'octubre de 2005   | Mount Lemmon         | Mt. Lemmon Survey |
| 396326 | 2014 DE47              | 30 d'agost de 2005     | Kitt Peak            | Spacewatch        |
| 396327 | 2014 DD48              | 15 de setembre de 2004 | Kitt Peak            | Spacewatch        |
| 396328 | 2014 DF48              | 10 d'octubre de 2008   | Mount Lemmon         | Mt. Lemmon Survey |
| 396329 | 2014 DT48              | 14 de febrer de 2010   | Kitt Peak            | Spacewatch        |
| 396330 | 2014 DY48              | 14 de setembre de 2005 | Kitt Peak            | Spacewatch        |
| 396331 | 2014 DF49              | 19 de maig de 2004     | Kitt Peak            | Spacewatch        |
| 396332 | 2014 DA55              | 29 de setembre de 2003 | Kitt Peak            | Spacewatch        |
| 396333 | 2014 DL55              | 28 d'agost de 2005     | Kitt Peak            | Spacewatch        |
| 396334 | 2014 DJ57              | 29 de març de 2004     | Kitt Peak            | Spacewatch        |
| 396335 | 2014 DW60              | 30 de març de 2010     | WISE                 | WISE              |
| 396336 | 2014 DF62              | 15 de març de 2005     | Kitt Peak            | Spacewatch        |
| 396337 | 2014 DA64              | 1 de novembre de 2008  | Mount Lemmon         | Mt. Lemmon Survey |
| 396338 | 2014 DU64              | 25 de novembre de 2009 | Kitt Peak            | Spacewatch        |
| 396339 | 2014 DE65              | 8 de novembre de 2007  | Mount Lemmon         | Mt. Lemmon Survey |
| 396340 | 2014 DB66              | 21 d'octubre de 2006   | Mount Lemmon         | Mt. Lemmon Survey |
| 396341 | 2014 DX67              | 21 de gener de 2010    | WISE                 | WISE              |
| 396342 | 2014 DY67              | 28 de març de 2009     | Kitt Peak            | Spacewatch        |
| 396343 | 2014 DH69              | 29 d'agost de 2005     | Kitt Peak            | Spacewatch        |
| 396344 | 2014 DQ69              | 18 de desembre de 2007 | Mount Lemmon         | Mt. Lemmon Survey |
| 396345 | 2014 DX70              | 30 de juliol de 2008   | Kitt Peak            | Spacewatch        |
| 396346 | 2014 DD71              | 11 de gener de 2008    | Catalina             | CSS               |
| 396347 | 2014 DH72              | 12 d'abril de 2005     | Mount Lemmon         | Mt. Lemmon Survey |
| 396348 | 2014 DA79              | 21 de novembre de 2007 | Mount Lemmon         | Mt. Lemmon Survey |
| 396349 | 2014 DB79              | 19 de novembre de 2008 | Kitt Peak            | Spacewatch        |
| 396350 | 2014 DG79              | 23 de setembre de 2008 | Kitt Peak            | Spacewatch        |
| 396351 | 2014 DK79              | 31 de març de 2003     | Kitt Peak            | Spacewatch        |
| 396352 | 2014 DV79              | 8 de febrer de 2002    | Kitt Peak            | Spacewatch        |
| 396353 | 2014 DN81              | 9 de març de 2002      | Kitt Peak            | Spacewatch        |
| 396354 | 2014 DJ82              | 30 de desembre de 2007 | Kitt Peak            | Spacewatch        |
| 396355 | 2014 DS82              | 10 de març de 2007     | Kitt Peak            | Spacewatch        |
| 396356 | 2014 DZ83              | 16 de novembre de 2001 | Kitt Peak            | Spacewatch        |
| 396357 | 2014 DJ84              | 1 d'octubre de 2003    | Kitt Peak            | Spacewatch        |
| 396358 | 2014 DZ84              | 14 d'abril de 2004     | Kitt Peak            | Spacewatch        |
| 396359 | 2014 DC87              | 24 de març de 2003     | Kitt Peak            | Spacewatch        |
| 396360 | 2014 DL88              | 10 de febrer de 1999   | Kitt Peak            | Spacewatch        |
| 396361 | 2014 DD89              | 18 de març de 2005     | Catalina             | CSS               |
| 396362 | 2014 DF89              | 23 d'agost de 2003     | Campo Imperatore     | CINEOS            |
| 396363 | 2014 DL89              | 25 de febrer de 2007   | Mount Lemmon         | Mt. Lemmon Survey |
| 396364 | 2014 DN89              | 4 de setembre de 1999  | Kitt Peak            | Spacewatch        |
| 396365 | 2014 DL90              | 30 de juliol de 2008   | Kitt Peak            | Spacewatch        |
| 396366 | 2014 DT90              | 26 de març de 2003     | Kitt Peak            | Spacewatch        |
| 396367 | 2014 DF93              | 18 de desembre de 2009 | Mount Lemmon         | Mt. Lemmon Survey |
| 396368 | 2014 DL95              | 6 de maig de 2010      | Mount Lemmon         | Mt. Lemmon Survey |
| 396369 | 2014 DP98              | 11 de març de 2007     | Kitt Peak            | Spacewatch        |
| 396370 | 2014 DQ104             | 20 d'octubre de 2007   | Catalina             | CSS               |
| 396371 | 2014 DV105             | 2 d'abril de 2006      | Kitt Peak            | Spacewatch        |
| 396372 | 2014 DV106             | 8 de gener de 2010     | Kitt Peak            | Spacewatch        |
| 396373 | 2014 DX106             | 2 de desembre de 2008  | Kitt Peak            | Spacewatch        |
| 396374 | 2014 DD109             | 28 d'octubre de 1994   | Kitt Peak            | Spacewatch        |
| 396375 | 2014 DL109             | 11 de setembre de 2007 | Mount Lemmon         | Mt. Lemmon Survey |
| 396376 | 2014 DZ111             | 18 de desembre de 2001 | Kitt Peak            | Spacewatch        |
| 396377 | 2014 DW113             | 21 d'agost de 2006     | Kitt Peak            | Spacewatch        |
| 396378 | 2014 DX113             | 19 d'agost de 2006     | Kitt Peak            | Spacewatch        |
| 396379 | 2014 DA115             | 7 de març de 2003      | Kitt Peak            | Spacewatch        |
| 396380 | 2014 DC115             | 21 de novembre de 2009 | Mount Lemmon         | Mt. Lemmon Survey |
| 396381 | 2014 DS115             | 21 d'agost de 2001     | Kitt Peak            | Spacewatch        |
| 396382 | 2014 DP117             | 8 d'octubre de 2007    | Mount Lemmon         | Mt. Lemmon Survey |
| 396383 | 2014 DT117             | 10 de març de 2003     | Kitt Peak            | Spacewatch        |
| 396384 | 2014 DK118             | 21 de novembre de 2007 | Mount Lemmon         | Mt. Lemmon Survey |
| 396385 | 2014 DS118             | 22 de setembre de 2008 | Mount Lemmon         | Mt. Lemmon Survey |
| 396386 | 2014 DG119             | 27 de desembre de 2005 | Mount Lemmon         | Mt. Lemmon Survey |
| 396387 | 2014 DK119             | 7 de gener de 1999     | Kitt Peak            | Spacewatch        |
| 396388 | 2014 DX119             | 31 de gener de 2009    | Mount Lemmon         | Mt. Lemmon Survey |
| 396389 | 2014 DZ120             | 4 de setembre de 2008  | Kitt Peak            | Spacewatch        |
| 396390 | 2014 DF121             | 16 de març de 2007     | Kitt Peak            | Spacewatch        |
| 396391 | 2014 DN121             | 29 d'octubre de 1999   | Kitt Peak            | Spacewatch        |
| 396392 | 2014 DW121             | 8 d'abril de 2010      | Kitt Peak            | Spacewatch        |
| 396393 | 2014 DJ122             | 11 de març de 2008     | Mount Lemmon         | Mt. Lemmon Survey |
| 396394 | 2014 DF126             | 18 d'octubre de 2006   | Kitt Peak            | Spacewatch        |
| 396395 | 2014 DZ130             | 24 de setembre de 2008 | Mount Lemmon         | Mt. Lemmon Survey |
| 396396 | 2014 DC132             | 2 de maig de 2003      | Kitt Peak            | Spacewatch        |
| 396397 | 2014 DH139             | 21 de març de 2009     | Kitt Peak            | Spacewatch        |
| 396398 | 2014 DJ139             | 21 de setembre de 1998 | Kitt Peak            | Spacewatch        |
| 396399 | 2014 DJ140             | 20 de març de 2001     | Kitt Peak            | Spacewatch        |
| 396400 | 2014 DP142             | 24 d'octubre de 2008   | Catalina             | CSS               |

## 396401-396500
| Nom    | Designació provisional | Data de descobriment   | Lloc de descobriment | Descobridor/s                        |
| ------ | ---------------------- | ---------------------- | -------------------- | ------------------------------------ |
| 396401 | 2014 ED1               | 8 de desembre de 2005  | Kitt Peak            | Spacewatch                           |
| 396402 | 2014 EL1               | 4 de febrer de 2005    | Mount Lemmon         | Mt. Lemmon Survey                    |
| 396403 | 2014 EX1               | 1 d'octubre de 2008    | Mount Lemmon         | Mt. Lemmon Survey                    |
| 396404 | 2014 EP4               | 15 de març de 2007     | Mount Lemmon         | Mt. Lemmon Survey                    |
| 396405 | 2014 EW4               | 29 de setembre de 2009 | Mount Lemmon         | Mt. Lemmon Survey                    |
| 396406 | 2014 EY4               | 28 de gener de 2003    | Kitt Peak            | Spacewatch                           |
| 396407 | 2014 EJ7               | 27 de gener de 2010    | WISE                 | WISE                                 |
| 396408 | 2014 ER7               | 12 de març de 2005     | Mount Lemmon         | Mt. Lemmon Survey                    |
| 396409 | 2014 EG8               | 10 d'agost de 2007     | Kitt Peak            | Spacewatch                           |
| 396410 | 2014 EZ11              | 30 de novembre de 2003 | Kitt Peak            | Spacewatch                           |
| 396411 | 2014 ER12              | 13 de març de 2010     | Mount Lemmon         | Mt. Lemmon Survey                    |
| 396412 | 2014 EC19              | 1 d'octubre de 2009    | Mount Lemmon         | Mt. Lemmon Survey                    |
| 396413 | 2014 ED23              | 16 de setembre de 2009 | Kitt Peak            | Spacewatch                           |
| 396414 | 2014 EQ23              | 12 de maig de 1996     | Kitt Peak            | Spacewatch                           |
| 396415 | 2014 ER23              | 8 d'abril de 2003      | Kitt Peak            | Spacewatch                           |
| 396416 | 2014 ET23              | 23 de febrer de 2007   | Kitt Peak            | Spacewatch                           |
| 396417 | 2014 EY23              | 20 de desembre de 2009 | Kitt Peak            | Spacewatch                           |
| 396418 | 2014 EQ25              | 16 de setembre de 2003 | Kitt Peak            | Spacewatch                           |
| 396419 | 2014 ES25              | 17 de setembre de 2012 | Mount Lemmon         | Mt. Lemmon Survey                    |
| 396420 | 2014 ES29              | 29 d'octubre de 2008   | Kitt Peak            | Spacewatch                           |
| 396421 | 2014 EH31              | 9 d'octubre de 2007    | Mount Lemmon         | Mt. Lemmon Survey                    |
| 396422 | 2014 EL31              | 18 de setembre de 2006 | Catalina             | CSS                                  |
| 396423 | 2014 EK32              | 11 de maig de 2004     | Anderson Mesa        | LONEOS                               |
| 396424 | 2014 EN32              | 21 de març de 2004     | Kitt Peak            | Spacewatch                           |
| 396425 | 2014 EL35              | 14 de desembre de 2001 | Kitt Peak            | Spacewatch                           |
| 396426 | 2014 EL36              | 10 de febrer de 2010   | Kitt Peak            | Spacewatch                           |
| 396427 | 2014 EU37              | 10 de març de 2003     | Anderson Mesa        | LONEOS                               |
| 396428 | 2014 ED39              | 24 de març de 2003     | Kitt Peak            | Spacewatch                           |
| 396429 | 2014 EP41              | 16 de gener de 2004    | Kitt Peak            | Spacewatch                           |
| 396430 | 2014 ET41              | 30 de novembre de 2008 | Mount Lemmon         | Mt. Lemmon Survey                    |
| 396431 | 2014 EV42              | 19 de febrer de 2001   | Kitt Peak            | Spacewatch                           |
| 396432 | 2014 EG43              | 29 de juliol de 2008   | Kitt Peak            | Spacewatch                           |
| 396433 | 2014 EB44              | 24 d'octubre de 2005   | Kitt Peak            | Spacewatch                           |
| 396434 | 2014 EL44              | 4 d'octubre de 2006    | Mount Lemmon         | Mt. Lemmon Survey                    |
| 396435 | 2014 EV44              | 10 de març de 2005     | Kitt Peak            | Spacewatch                           |
| 396436 | 2014 EO45              | 8 de maig de 2003      | Socorro              | LINEAR                               |
| 396437 | 2014 EK47              | 25 d'octubre de 2008   | Mount Lemmon         | Mt. Lemmon Survey                    |
| 396438 | 2014 EW47              | 26 de març de 2003     | Kitt Peak            | Spacewatch                           |
| 396439 | 2014 EU49              | 2 de març de 1997      | Kitt Peak            | Spacewatch                           |
| 396440 | 2014 EY49              | 18 de novembre de 1995 | Kitt Peak            | Spacewatch                           |
| 396441 | 2014 EC50              | 12 d'octubre de 2007   | Mount Lemmon         | Mt. Lemmon Survey                    |
| 396442 | 2014 EX50              | 13 de juny de 2005     | Mount Lemmon         | Mt. Lemmon Survey                    |
| 396443 | 2014 EN51              | 22 d'agost de 2004     | Kitt Peak            | Spacewatch                           |
| 396444 | 2014 FL1               | 24 de febrer de 2006   | Mount Lemmon         | Mt. Lemmon Survey                    |
| 396445 | 2014 FM1               | 19 de setembre de 2006 | Kitt Peak            | Spacewatch                           |
| 396446 | 2014 FT2               | 23 de març de 2003     | Kitt Peak            | Spacewatch                           |
| 396447 | 2014 FA6               | 23 de setembre de 2008 | Kitt Peak            | Spacewatch                           |
| 396448 | 2014 FE6               | 12 de març de 2005     | Kitt Peak            | Spacewatch                           |
| 396449 | 2014 FO8               | 29 de setembre de 2000 | Xinglong             | Beijing Schmidt CCD Asteroid Program |
| 396450 | 2014 FT9               | 1 de desembre de 2008  | Catalina             | CSS                                  |
| 396451 | 2014 FB10              | 4 de novembre de 2007  | Kitt Peak            | Spacewatch                           |
| 396452 | 2014 FL14              | 18 de març de 2009     | Kitt Peak            | Spacewatch                           |
| 396453 | 2014 FU14              | 12 d'abril de 1996     | Kitt Peak            | Spacewatch                           |
| 396454 | 2014 FE15              | 15 de març de 2007     | Mount Lemmon         | Mt. Lemmon Survey                    |
| 396455 | 2014 FY15              | 1 de febrer de 2003    | Kitt Peak            | Spacewatch                           |
| 396456 | 2014 FF16              | 26 de setembre de 2005 | Kitt Peak            | Spacewatch                           |
| 396457 | 2014 FS17              | 9 de febrer de 2008    | Kitt Peak            | Spacewatch                           |
| 396458 | 2014 FL18              | 29 de setembre de 2005 | Mount Lemmon         | Mt. Lemmon Survey                    |
| 396459 | 2014 FR19              | 10 d'agost de 2005     | Siding Spring        | Siding Spring Survey                 |
| 396460 | 2014 FW19              | 29 de maig de 2003     | Kitt Peak            | Spacewatch                           |
| 396461 | 2014 FT20              | 14 de març de 2007     | Mount Lemmon         | Mt. Lemmon Survey                    |
| 396462 | 2014 FZ20              | 12 de març de 2000     | Kitt Peak            | Spacewatch                           |
| 396463 | 2014 FU23              | 21 de juny de 2010     | WISE                 | WISE                                 |
| 396464 | 2014 FE32              | 11 de febrer de 2008   | Kitt Peak            | Spacewatch                           |
| 396465 | 2014 FZ34              | 13 de setembre de 2007 | Mount Lemmon         | Mt. Lemmon Survey                    |
| 396466 | 2014 FB35              | 4 de desembre de 2005  | Kitt Peak            | Spacewatch                           |
| 396467 | 2014 FG35              | 3 de setembre de 1999  | Kitt Peak            | Spacewatch                           |
| 396468 | 2014 FP35              | 2 de novembre de 2008  | Mount Lemmon         | Mt. Lemmon Survey                    |
| 396469 | 2014 FQ35              | 8 de gener de 2006     | Mount Lemmon         | Mt. Lemmon Survey                    |
| 396470 | 2014 FV35              | 12 de juliol de 2010   | WISE                 | WISE                                 |
| 396471 | 2014 FA36              | 15 d'abril de 2001     | Kitt Peak            | Spacewatch                           |
| 396472 | 2014 FF36              | 5 de desembre de 2005  | Mount Lemmon         | Mt. Lemmon Survey                    |
| 396473 | 2014 FH36              | 20 de desembre de 2004 | Mount Lemmon         | Mt. Lemmon Survey                    |
| 396474 | 2014 FJ36              | 3 de febrer de 2009    | Kitt Peak            | Spacewatch                           |
| 396475 | 2014 FS36              | 11 de març de 2005     | Kitt Peak            | Spacewatch                           |
| 396476 | 2014 FV36              | 16 de setembre de 2003 | Kitt Peak            | Spacewatch                           |
| 396477 | 2014 FG37              | 30 de setembre de 2003 | Kitt Peak            | Spacewatch                           |
| 396478 | 2014 FF39              | 13 de gener de 2005    | Kitt Peak            | Spacewatch                           |
| 396479 | 2014 FG40              | 7 d'abril de 2003      | Kitt Peak            | Spacewatch                           |
| 396480 | 2014 FS41              | 29 de maig de 2003     | Kitt Peak            | Spacewatch                           |
| 396481 | 2014 FL42              | 20 de febrer de 2009   | Kitt Peak            | Spacewatch                           |
| 396482 | 2014 FQ42              | 18 de gener de 2008    | Mount Lemmon         | Mt. Lemmon Survey                    |
| 396483 | 2014 FE47              | 25 d'abril de 2007     | Mount Lemmon         | Mt. Lemmon Survey                    |
| 396484 | 2014 FH47              | 8 d'octubre de 2008    | Mount Lemmon         | Mt. Lemmon Survey                    |
| 396485 | 2014 FK47              | 18 de març de 2010     | Kitt Peak            | Spacewatch                           |
| 396486 | 2014 FT47              | 21 de març de 2001     | Kitt Peak            | Spacewatch                           |
| 396487 | 2014 FA48              | 7 d'abril de 2010      | Mount Lemmon         | Mt. Lemmon Survey                    |
| 396488 | 2014 FJ48              | 25 de març de 2006     | Catalina             | CSS                                  |
| 396489 | 2014 FM48              | 27 de març de 2003     | Kitt Peak            | Spacewatch                           |
| 396490 | 2014 FN48              | 2 de maig de 2003      | Kitt Peak            | Spacewatch                           |
| 396491 | 2014 FK49              | 30 de març de 1992     | Kitt Peak            | Spacewatch                           |
| 396492 | 2014 FL49              | 15 de març de 2007     | Mount Lemmon         | Mt. Lemmon Survey                    |
| 396493 | 2014 FM49              | 2 d'abril de 2005      | Catalina             | CSS                                  |
| 396494 | 2014 FG50              | 24 de març de 2003     | Kitt Peak            | Spacewatch                           |
| 396495 | 2014 FH50              | 4 d'abril de 2003      | Kitt Peak            | Spacewatch                           |
| 396496 | 2014 FR50              | 19 de març de 2004     | Socorro              | LINEAR                               |
| 396497 | 2014 FL51              | 8 d'abril de 2003      | Kitt Peak            | Spacewatch                           |
| 396498 | 2014 FD53              | 23 de març de 2003     | Kitt Peak            | Spacewatch                           |
| 396499 | 2014 FF53              | 17 de maig de 2010     | Mount Lemmon         | Mt. Lemmon Survey                    |
| 396500 | 2014 FA54              | 23 de març de 2006     | Kitt Peak            | Spacewatch                           |

## 396501-396600
| Nom    | Designació provisional | Data de descobriment   | Lloc de descobriment | Descobridor/s                                          |
| ------ | ---------------------- | ---------------------- | -------------------- | ------------------------------------------------------ |
| 396501 | 2014 FG54              | 30 d'abril de 2006     | Catalina             | CSS                                                    |
| 396502 | 2014 FE56              | 29 de març de 2004     | Catalina             | CSS                                                    |
| 396503 | 2014 FP57              | 8 de novembre de 2008  | Kitt Peak            | Spacewatch                                             |
| 396504 | 2014 GB2               | 17 de març de 2004     | Kitt Peak            | Spacewatch                                             |
| 396505 | 2014 GM2               | 8 d'octubre de 2005    | Kitt Peak            | Spacewatch                                             |
| 396506 | 2014 GU5               | 19 d'abril de 2004     | Kitt Peak            | Spacewatch                                             |
| 396507 | 2014 GA6               | 7 de març de 2005      | Socorro              | LINEAR                                                 |
| 396508 | 2014 GH6               | 19 de gener de 2008    | Mount Lemmon         | Mt. Lemmon Survey                                      |
| 396509 | 2014 GO8               | 6 d'abril de 2010      | Kitt Peak            | Spacewatch                                             |
| 396510 | 2014 GW8               | 9 de febrer de 2010    | Mount Lemmon         | Mt. Lemmon Survey                                      |
| 396511 | 2014 GO9               | 13 de gener de 2005    | Kitt Peak            | Spacewatch                                             |
| 396512 | 2014 GL11              | 15 d'abril de 2010     | WISE                 | WISE                                                   |
| 396513 | 2014 GX11              | 5 d'abril de 2003      | Kitt Peak            | Spacewatch                                             |
| 396514 | 2014 GU12              | 22 de març de 2001     | Kitt Peak            | Spacewatch                                             |
| 396515 | 2014 GE13              | 6 de maig de 2010      | Mount Lemmon         | Mt. Lemmon Survey                                      |
| 396516 | 2014 GN13              | 13 de setembre de 2007 | Mount Lemmon         | Mt. Lemmon Survey                                      |
| 396517 | 2014 GB16              | 30 d'abril de 2003     | Kitt Peak            | Spacewatch                                             |
| 396518 | 2014 GN16              | 30 d'abril de 2006     | Kitt Peak            | Spacewatch                                             |
| 396519 | 2014 GD18              | 18 de gener de 2008    | Mount Lemmon         | Mt. Lemmon Survey                                      |
| 396520 | 2014 GJ18              | 20 de febrer de 2010   | WISE                 | WISE                                                   |
| 396521 | 2014 GM26              | 6 de març de 2003      | Anderson Mesa        | LONEOS                                                 |
| 396522 | 2014 GP27              | 4 de març de 2005      | Mount Lemmon         | Mt. Lemmon Survey                                      |
| 396523 | 2014 GB28              | 12 d'octubre de 2007   | Mount Lemmon         | Mt. Lemmon Survey                                      |
| 396524 | 2014 GK28              | 19 d'abril de 2004     | Socorro              | LINEAR                                                 |
| 396525 | 2014 GN28              | 31 de gener de 2006    | Kitt Peak            | Spacewatch                                             |
| 396526 | 2014 GO28              | 10 d'octubre de 1999   | Kitt Peak            | Spacewatch                                             |
| 396527 | 2014 GR28              | 21 d'abril de 2004     | Kitt Peak            | Spacewatch                                             |
| 396528 | 2014 GQ30              | 30 de setembre de 1995 | Kitt Peak            | Spacewatch                                             |
| 396529 | 2014 GU30              | 10 de maig de 2003     | Kitt Peak            | Spacewatch                                             |
| 396530 | 2014 GS31              | 23 de setembre de 2008 | Mount Lemmon         | Mt. Lemmon Survey                                      |
| 396531 | 2014 GM36              | 10 de març de 2003     | Anderson Mesa        | LONEOS                                                 |
| 396532 | 2014 GZ36              | 27 de desembre de 2006 | Mount Lemmon         | Mt. Lemmon Survey                                      |
| 396533 | 2014 GB37              | 21 de maig de 2006     | Kitt Peak            | Spacewatch                                             |
| 396534 | 2014 GG38              | 25 d'abril de 2003     | Anderson Mesa        | LONEOS                                                 |
| 396535 | 2014 GP38              | 8 de març de 2005      | Catalina             | CSS                                                    |
| 396536 | 2014 GO40              | 25 de novembre de 2005 | Mount Lemmon         | Mt. Lemmon Survey                                      |
| 396537 | 2014 GM43              | 7 de gener de 2006     | Kitt Peak            | Spacewatch                                             |
| 396538 | 2014 GN44              | 10 de juliol de 2007   | Siding Spring        | Siding Spring Survey                                   |
| 396539 | 6283 P-L               | 24 de setembre de 1960 | Palomar              | C. J. van Houten, I. van Houten-Groeneveld, T. Gehrels |
| 396540 | 1986 JJ                | 10 de maig de 1986     | Kitt Peak            | Spacewatch                                             |
| 396541 | 1994 SU7               | 28 de setembre de 1994 | Kitt Peak            | Spacewatch                                             |
| 396542 | 1994 UR5               | 28 d'octubre de 1994   | Kitt Peak            | Spacewatch                                             |
| 396543 | 1996 AD11              | 13 de gener de 1996    | Kitt Peak            | Spacewatch                                             |
| 396544 | 1996 BJ9               | 20 de gener de 1996    | Kitt Peak            | Spacewatch                                             |
| 396545 | 1996 JY3               | 9 de maig de 1996      | Kitt Peak            | Spacewatch                                             |
| 396546 | 1996 VZ24              | 10 de novembre de 1996 | Kitt Peak            | Spacewatch                                             |
| 396547 | 1997 JQ2               | 3 de maig de 1997      | Kitt Peak            | Spacewatch                                             |
| 396548 | 1997 RJ12              | 6 de setembre de 1997  | Caussols             | ODAS                                                   |
| 396549 | 1998 MD1               | 16 de juny de 1998     | Kitt Peak            | Spacewatch                                             |
| 396550 | 1998 QK30              | 26 d'agost de 1998     | Xinglong             | Beijing Schmidt CCD Asteroid Program                   |
| 396551 | 1998 QT73              | 24 d'agost de 1998     | Socorro              | LINEAR                                                 |
| 396552 | 1998 RS4               | 14 de setembre de 1998 | Socorro              | LINEAR                                                 |
| 396553 | 1998 SW68              | 19 de setembre de 1998 | Socorro              | LINEAR                                                 |
| 396554 | 1998 VK43              | 15 de novembre de 1998 | Kitt Peak            | Spacewatch                                             |
| 396555 | 1999 FG70              | 20 de març de 1999     | Apache Point         | Sloan Digital Sky Survey                               |
| 396556 | 1999 TK21              | 5 d'octubre de 1999    | Socorro              | LINEAR                                                 |
| 396557 | 1999 TE79              | 11 d'octubre de 1999   | Kitt Peak            | Spacewatch                                             |
| 396558 | 1999 TG199             | 12 d'octubre de 1999   | Socorro              | LINEAR                                                 |
| 396559 | 1999 TA287             | 10 d'octubre de 1999   | Socorro              | LINEAR                                                 |
| 396560 | 1999 TD299             | 2 d'octubre de 1999    | Kitt Peak            | Spacewatch                                             |
| 396561 | 1999 TQ306             | 2 d'octubre de 1999    | Kitt Peak            | Spacewatch                                             |
| 396562 | 1999 TQ314             | 11 d'octubre de 1999   | Kitt Peak            | Spacewatch                                             |
| 396563 | 1999 UV34              | 31 d'octubre de 1999   | Kitt Peak            | Spacewatch                                             |
| 396564 | 1999 VS95              | 9 de novembre de 1999  | Socorro              | LINEAR                                                 |
| 396565 | 1999 VH143             | 9 de novembre de 1999  | Socorro              | LINEAR                                                 |
| 396566 | 1999 VV191             | 12 de novembre de 1999 | Socorro              | LINEAR                                                 |
| 396567 | 1999 YH15              | 31 de desembre de 1999 | Kitt Peak            | Spacewatch                                             |
| 396568 | 2000 AZ101             | 5 de gener de 2000     | Socorro              | LINEAR                                                 |
| 396569 | 2000 DF14              | 28 de febrer de 2000   | Kitt Peak            | Spacewatch                                             |
| 396570 | 2000 DX113             | 27 de febrer de 2000   | Kitt Peak            | Spacewatch                                             |
| 396571 | 2000 EJ36              | 5 de març de 2000      | Socorro              | LINEAR                                                 |
| 396572 | 2000 GV130             | 6 d'abril de 2000      | Kitt Peak            | Spacewatch                                             |
| 396573 | 2000 HF2               | 3 d'abril de 2000      | Kitt Peak            | Spacewatch                                             |
| 396574 | 2000 HK89              | 29 d'abril de 2000     | Socorro              | LINEAR                                                 |
| 396575 | 2000 JO7               | 1 de maig de 2000      | Kitt Peak            | Spacewatch                                             |
| 396576 | 2000 JW42              | 7 de maig de 2000      | Socorro              | LINEAR                                                 |
| 396577 | 2000 KH38              | 24 de maig de 2000     | Kitt Peak            | Spacewatch                                             |
| 396578 | 2000 QG102             | 28 d'agost de 2000     | Socorro              | LINEAR                                                 |
| 396579 | 2000 QC169             | 31 d'agost de 2000     | Socorro              | LINEAR                                                 |
| 396580 | 2000 QO230             | 31 d'agost de 2000     | Socorro              | LINEAR                                                 |
| 396581 | 2000 RL36              | 2 de setembre de 2000  | Haleakala            | NEAT                                                   |
| 396582 | 2000 RM78              | 8 de setembre de 2000  | Kitt Peak            | Spacewatch                                             |
| 396583 | 2000 SS                | 19 de setembre de 2000 | Kitt Peak            | Spacewatch                                             |
| 396584 | 2000 SZ13              | 22 de setembre de 2000 | Socorro              | LINEAR                                                 |
| 396585 | 2000 SG72              | 24 de setembre de 2000 | Socorro              | LINEAR                                                 |
| 396586 | 2000 UO                | 3 d'octubre de 2000    | Socorro              | LINEAR                                                 |
| 396587 | 2000 UC6               | 24 d'octubre de 2000   | Socorro              | LINEAR                                                 |
| 396588 | 2001 BT20              | 19 de gener de 2001    | Socorro              | LINEAR                                                 |
| 396589 | 2001 CW31              | 5 de febrer de 2001    | Socorro              | LINEAR                                                 |
| 396590 | 2001 FS112             | 4 de març de 2001      | Socorro              | LINEAR                                                 |
| 396591 | 2001 FD130             | 24 de març de 2001     | Socorro              | LINEAR                                                 |
| 396592 | 2001 FZ141             | 23 de març de 2001     | Anderson Mesa        | LONEOS                                                 |
| 396593 | 2001 HC                | 16 d'abril de 2001     | Socorro              | LINEAR                                                 |
| 396594 | 2001 MZ1               | 18 de juny de 2001     | Palomar              | NEAT                                                   |
| 396595 | 2001 OL35              | 20 de juliol de 2001   | Palomar              | NEAT                                                   |
| 396596 | 2001 OP89              | 22 de juliol de 2001   | Socorro              | LINEAR                                                 |
| 396597 | 2001 PQ4               | 10 d'agost de 2001     | Palomar              | NEAT                                                   |
| 396598 | 2001 PJ19              | 10 d'agost de 2001     | Palomar              | NEAT                                                   |
| 396599 | 2001 PN41              | 11 d'agost de 2001     | Palomar              | NEAT                                                   |
| 396600 | 2001 PG57              | 14 d'agost de 2001     | Haleakala            | NEAT                                                   |

## 396601-396700
| Nom    | Designació provisional | Data de descobriment   | Lloc de descobriment | Descobridor/s |
| ------ | ---------------------- | ---------------------- | -------------------- | ------------- |
| 396601 | 2001 QF85              | 19 d'agost de 2001     | Socorro              | LINEAR        |
| 396602 | 2001 QU164             | 22 d'agost de 2001     | Haleakala            | NEAT          |
| 396603 | 2001 QP192             | 22 d'agost de 2001     | Socorro              | LINEAR        |
| 396604 | 2001 QO229             | 24 d'agost de 2001     | Anderson Mesa        | LONEOS        |
| 396605 | 2001 RC18              | 12 de setembre de 2001 | Socorro              | LINEAR        |
| 396606 | 2001 RD38              | 8 de setembre de 2001  | Socorro              | LINEAR        |
| 396607 | 2001 RB147             | 9 de setembre de 2001  | Anderson Mesa        | LONEOS        |
| 396608 | 2001 RY151             | 11 de setembre de 2001 | Anderson Mesa        | LONEOS        |
| 396609 | 2001 SW11              | 16 de setembre de 2001 | Socorro              | LINEAR        |
| 396610 | 2001 SF23              | 16 de setembre de 2001 | Socorro              | LINEAR        |
| 396611 | 2001 SG98              | 20 de setembre de 2001 | Socorro              | LINEAR        |
| 396612 | 2001 SS99              | 19 de setembre de 2001 | Kitt Peak            | Spacewatch    |
| 396613 | 2001 SV103             | 20 de setembre de 2001 | Socorro              | LINEAR        |
| 396614 | 2001 SR115             | 21 de setembre de 2001 | Socorro              | LINEAR        |
| 396615 | 2001 SB126             | 16 de setembre de 2001 | Socorro              | LINEAR        |
| 396616 | 2001 SL136             | 16 de setembre de 2001 | Socorro              | LINEAR        |
| 396617 | 2001 SK203             | 19 de setembre de 2001 | Socorro              | LINEAR        |
| 396618 | 2001 SW325             | 17 de setembre de 2001 | Anderson Mesa        | LONEOS        |
| 396619 | 2001 TU26              | 14 d'octubre de 2001   | Socorro              | LINEAR        |
| 396620 | 2001 TX27              | 14 d'octubre de 2001   | Socorro              | LINEAR        |
| 396621 | 2001 TY31              | 14 d'octubre de 2001   | Socorro              | LINEAR        |
| 396622 | 2001 TU85              | 14 d'octubre de 2001   | Socorro              | LINEAR        |
| 396623 | 2001 TP124             | 19 de setembre de 2001 | Anderson Mesa        | LONEOS        |
| 396624 | 2001 TE160             | 15 d'octubre de 2001   | Haleakala            | NEAT          |
| 396625 | 2001 TK232             | 25 de setembre de 2001 | Socorro              | LINEAR        |
| 396626 | 2001 TX236             | 12 de setembre de 2001 | Socorro              | LINEAR        |
| 396627 | 2001 UB15              | 23 d'octubre de 2001   | Socorro              | LINEAR        |
| 396628 | 2001 UK56              | 17 d'octubre de 2001   | Socorro              | LINEAR        |
| 396629 | 2001 UU113             | 22 d'octubre de 2001   | Socorro              | LINEAR        |
| 396630 | 2001 UF117             | 22 d'octubre de 2001   | Socorro              | LINEAR        |
| 396631 | 2001 UZ190             | 18 d'octubre de 2001   | Kitt Peak            | Spacewatch    |
| 396632 | 2001 UZ211             | 21 d'octubre de 2001   | Socorro              | LINEAR        |
| 396633 | 2001 UY214             | 23 d'octubre de 2001   | Kitt Peak            | Spacewatch    |
| 396634 | 2001 VN13              | 10 de novembre de 2001 | Socorro              | LINEAR        |
| 396635 | 2001 VC38              | 9 de novembre de 2001  | Socorro              | LINEAR        |
| 396636 | 2001 VQ76              | 12 de novembre de 2001 | Socorro              | LINEAR        |
| 396637 | 2001 VC105             | 12 de novembre de 2001 | Socorro              | LINEAR        |
| 396638 | 2001 WR2               | 17 de novembre de 2001 | Socorro              | LINEAR        |
| 396639 | 2001 WH21              | 18 de novembre de 2001 | Socorro              | LINEAR        |
| 396640 | 2001 WZ64              | 20 de novembre de 2001 | Socorro              | LINEAR        |
| 396641 | 2001 WK87              | 19 de novembre de 2001 | Socorro              | LINEAR        |
| 396642 | 2001 XF31              | 11 de desembre de 2001 | Socorro              | LINEAR        |
| 396643 | 2001 XS104             | 14 de desembre de 2001 | Kitt Peak            | Spacewatch    |
| 396644 | 2001 XQ236             | 15 de desembre de 2001 | Socorro              | LINEAR        |
| 396645 | 2002 AD21              | 9 de desembre de 2001  | Socorro              | LINEAR        |
| 396646 | 2002 AT193             | 12 de gener de 2002    | Socorro              | LINEAR        |
| 396647 | 2002 BY17              | 21 de gener de 2002    | Socorro              | LINEAR        |
| 396648 | 2002 CH32              | 6 de febrer de 2002    | Socorro              | LINEAR        |
| 396649 | 2002 CU186             | 22 de gener de 2002    | Kitt Peak            | Spacewatch    |
| 396650 | 2002 EE51              | 13 de febrer de 2002   | Kitt Peak            | Spacewatch    |
| 396651 | 2002 EH93              | 14 de març de 2002     | Socorro              | LINEAR        |
| 396652 | 2002 GU189             | 5 d'abril de 2002      | Palomar              | NEAT          |
| 396653 | 2002 HO17              | 21 d'abril de 2002     | Palomar              | NEAT          |
| 396654 | 2002 JT60              | 9 de maig de 2002      | Kitt Peak            | Spacewatch    |
| 396655 | 2002 JL122             | 21 d'abril de 2002     | Socorro              | LINEAR        |
| 396656 | 2002 MZ3               | 21 de juny de 2002     | La Palma             | La Palma      |
| 396657 | 2002 NW7               | 11 de juliol de 2002   | Socorro              | LINEAR        |
| 396658 | 2002 NE23              | 9 de juliol de 2002    | Socorro              | LINEAR        |
| 396659 | 2002 NO63              | 8 de juliol de 2002    | Palomar              | NEAT          |
| 396660 | 2002 NC71              | 8 de juliol de 2002    | Palomar              | NEAT          |
| 396661 | 2002 OS33              | 21 de juliol de 2002   | Palomar              | NEAT          |
| 396662 | 2002 PY19              | 22 de juliol de 2002   | Palomar              | NEAT          |
| 396663 | 2002 PH25              | 6 d'agost de 2002      | Palomar              | NEAT          |
| 396664 | 2002 PX31              | 6 d'agost de 2002      | Palomar              | NEAT          |
| 396665 | 2002 PK93              | 14 d'agost de 2002     | Palomar              | NEAT          |
| 396666 | 2002 PQ116             | 14 d'agost de 2002     | Anderson Mesa        | LONEOS        |
| 396667 | 2002 PS121             | 13 d'agost de 2002     | Anderson Mesa        | LONEOS        |
| 396668 | 2002 PZ155             | 8 d'agost de 2002      | Palomar              | S. F. Hönig   |
| 396669 | 2002 QZ34              | 29 d'agost de 2002     | Palomar              | NEAT          |
| 396670 | 2002 QN70              | 28 d'agost de 2002     | Palomar              | NEAT          |
| 396671 | 2002 RQ1               | 3 de setembre de 2002  | Palomar              | NEAT          |
| 396672 | 2002 RW50              | 5 de setembre de 2002  | Socorro              | LINEAR        |
| 396673 | 2002 RR84              | 5 de setembre de 2002  | Socorro              | LINEAR        |
| 396674 | 2002 RM98              | 5 de setembre de 2002  | Socorro              | LINEAR        |
| 396675 | 2002 RH176             | 13 de setembre de 2002 | Palomar              | NEAT          |
| 396676 | 2002 RF184             | 16 d'agost de 2002     | Socorro              | LINEAR        |
| 396677 | 2002 RQ184             | 12 de setembre de 2002 | Palomar              | NEAT          |
| 396678 | 2002 RP192             | 12 de setembre de 2002 | Palomar              | NEAT          |
| 396679 | 2002 RL229             | 14 de setembre de 2002 | Haleakala            | NEAT          |
| 396680 | 2002 ST                | 23 de setembre de 2002 | Palomar              | NEAT          |
| 396681 | 2002 SK5               | 27 de setembre de 2002 | Palomar              | NEAT          |
| 396682 | 2002 SW62              | 12 d'agost de 2002     | Socorro              | LINEAR        |
| 396683 | 2002 TJ1               | 1 d'octubre de 2002    | Anderson Mesa        | LONEOS        |
| 396684 | 2002 TM14              | 1 d'octubre de 2002    | Anderson Mesa        | LONEOS        |
| 396685 | 2002 TQ14              | 1 d'octubre de 2002    | Haleakala            | NEAT          |
| 396686 | 2002 TJ51              | 2 d'octubre de 2002    | Socorro              | LINEAR        |
| 396687 | 2002 TJ63              | 3 d'octubre de 2002    | Campo Imperatore     | CINEOS        |
| 396688 | 2002 TL78              | 1 d'octubre de 2002    | Socorro              | LINEAR        |
| 396689 | 2002 TA98              | 3 d'octubre de 2002    | Socorro              | LINEAR        |
| 396690 | 2002 TC106             | 4 d'octubre de 2002    | Kitt Peak            | Spacewatch    |
| 396691 | 2002 TL125             | 4 d'octubre de 2002    | Palomar              | NEAT          |
| 396692 | 2002 TE142             | 3 d'octubre de 2002    | Socorro              | LINEAR        |
| 396693 | 2002 TN146             | 4 d'octubre de 2002    | Socorro              | LINEAR        |
| 396694 | 2002 TJ156             | 5 d'octubre de 2002    | Palomar              | NEAT          |
| 396695 | 2002 TS175             | 4 d'octubre de 2002    | Anderson Mesa        | LONEOS        |
| 396696 | 2002 TZ220             | 6 d'octubre de 2002    | Socorro              | LINEAR        |
| 396697 | 2002 TM235             | 6 d'octubre de 2002    | Socorro              | LINEAR        |
| 396698 | 2002 TR254             | 3 d'octubre de 2002    | Socorro              | LINEAR        |
| 396699 | 2002 TG262             | 2 d'octubre de 2002    | Socorro              | LINEAR        |
| 396700 | 2002 TY271             | 9 d'octubre de 2002    | Socorro              | LINEAR        |

## 396701-396800
| Nom    | Designació provisional | Data de descobriment   | Lloc de descobriment | Descobridor/s            |
| ------ | ---------------------- | ---------------------- | -------------------- | ------------------------ |
| 396701 | 2002 TV297             | 11 d'octubre de 2002   | Kitt Peak            | Spacewatch               |
| 396702 | 2002 TJ352             | 10 d'octubre de 2002   | Apache Point         | Sloan Digital Sky Survey |
| 396703 | 2002 TU353             | 10 d'octubre de 2002   | Apache Point         | Sloan Digital Sky Survey |
| 396704 | 2002 TY366             | 10 d'octubre de 2002   | Apache Point         | Sloan Digital Sky Survey |
| 396705 | 2002 TG375             | 9 d'octubre de 2002    | Palomar              | NEAT                     |
| 396706 | 2002 UG12              | 30 d'octubre de 2002   | Socorro              | LINEAR                   |
| 396707 | 2002 UU36              | 30 d'octubre de 2002   | Kitt Peak            | Spacewatch               |
| 396708 | 2002 UM74              | 30 d'octubre de 2002   | Palomar              | NEAT                     |
| 396709 | 2002 VZ39              | 7 de novembre de 2002  | Kingsnake            | J. V. McClusky           |
| 396710 | 2002 VC64              | 6 de novembre de 2002  | Anderson Mesa        | LONEOS                   |
| 396711 | 2002 VF71              | 7 de novembre de 2002  | Socorro              | LINEAR                   |
| 396712 | 2002 VZ86              | 8 de novembre de 2002  | Socorro              | LINEAR                   |
| 396713 | 2002 VK98              | 12 de novembre de 2002 | Socorro              | LINEAR                   |
| 396714 | 2002 VZ100             | 11 de novembre de 2002 | Socorro              | LINEAR                   |
| 396715 | 2002 VT126             | 13 de novembre de 2002 | Palomar              | NEAT                     |
| 396716 | 2002 VV145             | 15 de novembre de 2002 | Palomar              | NEAT                     |
| 396717 | 2002 VJ147             | 3 de novembre de 2002  | Palomar              | NEAT                     |
| 396718 | 2002 VN147             | 4 de novembre de 2002  | Palomar              | NEAT                     |
| 396719 | 2002 WV1               | 23 de novembre de 2002 | Palomar              | NEAT                     |
| 396720 | 2002 WT3               | 24 de novembre de 2002 | Palomar              | NEAT                     |
| 396721 | 2002 XG50              | 10 de desembre de 2002 | Socorro              | LINEAR                   |
| 396722 | 2002 XV117             | 10 de desembre de 2002 | Palomar              | NEAT                     |
| 396723 | 2003 AE23              | 7 de gener de 2003     | Socorro              | LINEAR                   |
| 396724 | 2003 DT24              | 28 de febrer de 2003   | Socorro              | LINEAR                   |
| 396725 | 2003 EZ10              | 6 de març de 2003      | Palomar              | NEAT                     |
| 396726 | 2003 FS21              | 25 de març de 2003     | Kitt Peak            | Spacewatch               |
| 396727 | 2003 FA48              | 24 de març de 2003     | Kitt Peak            | Spacewatch               |
| 396728 | 2003 HZ25              | 25 d'abril de 2003     | Kitt Peak            | Spacewatch               |
| 396729 | 2003 KG2               | 22 de maig de 2003     | Kitt Peak            | Spacewatch               |
| 396730 | 2003 KX16              | 29 de maig de 2003     | Haleakala            | NEAT                     |
| 396731 | 2003 MV12              | 29 de juny de 2003     | Socorro              | LINEAR                   |
| 396732 | 2003 OA16              | 23 de juliol de 2003   | Palomar              | NEAT                     |
| 396733 | 2003 PK8               | 3 d'agost de 2003      | Needville            | Needville                |
| 396734 | 2003 PK9               | 4 d'agost de 2003      | Kitt Peak            | Spacewatch               |
| 396735 | 2003 QD11              | 20 d'agost de 2003     | Campo Imperatore     | CINEOS                   |
| 396736 | 2003 QQ57              | 23 d'agost de 2003     | Palomar              | NEAT                     |
| 396737 | 2003 QZ100             | 28 d'agost de 2003     | Haleakala            | NEAT                     |
| 396738 | 2003 RF8               | 21 d'agost de 2003     | Socorro              | LINEAR                   |
| 396739 | 2003 RV19              | 15 de setembre de 2003 | Anderson Mesa        | LONEOS                   |
| 396740 | 2003 SD9               | 17 de setembre de 2003 | Kitt Peak            | Spacewatch               |
| 396741 | 2003 SE10              | 17 de setembre de 2003 | Kitt Peak            | Spacewatch               |
| 396742 | 2003 SQ33              | 17 de setembre de 2003 | Palomar              | NEAT                     |
| 396743 | 2003 SC85              | 16 de setembre de 2003 | Palomar              | NEAT                     |
| 396744 | 2003 SF87              | 17 de setembre de 2003 | Socorro              | LINEAR                   |
| 396745 | 2003 SH97              | 19 de setembre de 2003 | Palomar              | NEAT                     |
| 396746 | 2003 SP140             | 19 de setembre de 2003 | Palomar              | NEAT                     |
| 396747 | 2003 SQ219             | 28 de setembre de 2003 | Desert Eagle         | W. K. Y. Yeung           |
| 396748 | 2003 SJ281             | 19 de setembre de 2003 | Kitt Peak            | Spacewatch               |
| 396749 | 2003 SV304             | 17 de setembre de 2003 | Palomar              | NEAT                     |
| 396750 | 2003 SM327             | 19 de setembre de 2003 | Palomar              | NEAT                     |
| 396751 | 2003 SZ395             | 26 de setembre de 2003 | Apache Point         | Sloan Digital Sky Survey |
| 396752 | 2003 TC5               | 1 d'octubre de 2003    | Kitt Peak            | Spacewatch               |
| 396753 | 2003 UZ31              | 16 d'octubre de 2003   | Kitt Peak            | Spacewatch               |
| 396754 | 2003 UJ55              | 18 d'octubre de 2003   | Palomar              | NEAT                     |
| 396755 | 2003 UJ56              | 19 d'octubre de 2003   | Goodricke-Pigott     | R. A. Tucker             |
| 396756 | 2003 UV62              | 16 d'octubre de 2003   | Palomar              | NEAT                     |
| 396757 | 2003 UR126             | 20 d'octubre de 2003   | Palomar              | NEAT                     |
| 396758 | 2003 UN245             | 24 d'octubre de 2003   | Socorro              | LINEAR                   |
| 396759 | 2003 UC256             | 25 d'octubre de 2003   | Socorro              | LINEAR                   |
| 396760 | 2003 UF330             | 17 d'octubre de 2003   | Kitt Peak            | Spacewatch               |
| 396761 | 2003 UD341             | 19 d'octubre de 2003   | Apache Point         | Sloan Digital Sky Survey |
| 396762 | 2003 UQ352             | 19 d'octubre de 2003   | Apache Point         | Sloan Digital Sky Survey |
| 396763 | 2003 UB375             | 22 d'octubre de 2003   | Apache Point         | Sloan Digital Sky Survey |
| 396764 | 2003 UG375             | 22 d'octubre de 2003   | Apache Point         | Sloan Digital Sky Survey |
| 396765 | 2003 WN36              | 29 d'octubre de 2003   | Socorro              | LINEAR                   |
| 396766 | 2003 WD68              | 19 de novembre de 2003 | Kitt Peak            | Spacewatch               |
| 396767 | 2003 WV94              | 19 de novembre de 2003 | Anderson Mesa        | LONEOS                   |
| 396768 | 2003 WF104             | 21 de novembre de 2003 | Socorro              | LINEAR                   |
| 396769 | 2003 WW134             | 21 de novembre de 2003 | Socorro              | LINEAR                   |
| 396770 | 2003 WY141             | 21 de novembre de 2003 | Socorro              | LINEAR                   |
| 396771 | 2003 WP148             | 24 de novembre de 2003 | Socorro              | LINEAR                   |
| 396772 | 2003 WT162             | 29 d'octubre de 2003   | Anderson Mesa        | LONEOS                   |
| 396773 | 2003 YB17              | 17 de desembre de 2003 | Kitt Peak            | Spacewatch               |
| 396774 | 2003 YH24              | 18 de novembre de 2003 | Kitt Peak            | Spacewatch               |
| 396775 | 2003 YU119             | 27 de desembre de 2003 | Socorro              | LINEAR                   |
| 396776 | 2003 YA147             | 29 de desembre de 2003 | Socorro              | LINEAR                   |
| 396777 | 2004 BZ42              | 22 de gener de 2004    | Palomar              | NEAT                     |
| 396778 | 2004 BQ112             | 27 de gener de 2004    | Kitt Peak            | Spacewatch               |
| 396779 | 2004 CO88              | 11 de febrer de 2004   | Kitt Peak            | Spacewatch               |
| 396780 | 2004 CO122             | 12 de febrer de 2004   | Kitt Peak            | Spacewatch               |
| 396781 | 2004 DQ57              | 24 de gener de 2004    | Socorro              | LINEAR                   |
| 396782 | 2004 DZ59              | 26 de febrer de 2004   | Socorro              | LINEAR                   |
| 396783 | 2004 EH67              | 15 de març de 2004     | Kitt Peak            | Spacewatch               |
| 396784 | 2004 EG70              | 15 de març de 2004     | Kitt Peak            | Spacewatch               |
| 396785 | 2004 FS43              | 19 de març de 2004     | Kitt Peak            | Spacewatch               |
| 396786 | 2004 FV81              | 17 de març de 2004     | Kitt Peak            | Spacewatch               |
| 396787 | 2004 FH117             | 27 de març de 2004     | Catalina             | CSS                      |
| 396788 | 2004 GU                | 9 d'abril de 2004      | Siding Spring        | Siding Spring Survey     |
| 396789 | 2004 GH60              | 14 d'abril de 2004     | Kitt Peak            | Spacewatch               |
| 396790 | 2004 HD3               | 16 d'abril de 2004     | Socorro              | LINEAR                   |
| 396791 | 2004 HP29              | 21 d'abril de 2004     | Socorro              | LINEAR                   |
| 396792 | 2004 HF53              | 25 d'abril de 2004     | Socorro              | LINEAR                   |
| 396793 | 2004 JN2               | 9 de maig de 2004      | Kitt Peak            | Spacewatch               |
| 396794 | 2004 KT                | 16 de maig de 2004     | Siding Spring        | Siding Spring Survey     |
| 396795 | 2004 NJ8               | 14 de juliol de 2004   | Socorro              | LINEAR                   |
| 396796 | 2004 OA1               | 16 de juliol de 2004   | Socorro              | LINEAR                   |
| 396797 | 2004 OC8               | 16 de juliol de 2004   | Socorro              | LINEAR                   |
| 396798 | 2004 OA9               | 19 de juliol de 2004   | Anderson Mesa        | LONEOS                   |
| 396799 | 2004 OG12              | 12 de juny de 2004     | Siding Spring        | Siding Spring Survey     |
| 396800 | 2004 PC6               | 14 de juliol de 2004   | Socorro              | LINEAR                   |

## 396801-396900
| Nom    | Designació provisional | Data de descobriment   | Lloc de descobriment | Descobridor/s             |
| ------ | ---------------------- | ---------------------- | -------------------- | ------------------------- |
| 396801 | 2004 PM6               | 6 d'agost de 2004      | Palomar              | NEAT                      |
| 396802 | 2004 PX13              | 7 d'agost de 2004      | Palomar              | NEAT                      |
| 396803 | 2004 PS46              | 8 d'agost de 2004      | Campo Imperatore     | CINEOS                    |
| 396804 | 2004 PS48              | 8 d'agost de 2004      | Socorro              | LINEAR                    |
| 396805 | 2004 PM54              | 8 d'agost de 2004      | Anderson Mesa        | LONEOS                    |
| 396806 | 2004 PW62              | 10 d'agost de 2004     | Socorro              | LINEAR                    |
| 396807 | 2004 PX69              | 7 d'agost de 2004      | Palomar              | NEAT                      |
| 396808 | 2004 PW87              | 11 d'agost de 2004     | Socorro              | LINEAR                    |
| 396809 | 2004 PV89              | 10 d'agost de 2004     | Socorro              | LINEAR                    |
| 396810 | 2004 PS100             | 12 d'agost de 2004     | Socorro              | LINEAR                    |
| 396811 | 2004 PJ102             | 12 d'agost de 2004     | Socorro              | LINEAR                    |
| 396812 | 2004 PT102             | 12 d'agost de 2004     | Socorro              | LINEAR                    |
| 396813 | 2004 PS112             | 8 d'agost de 2004      | Anderson Mesa        | LONEOS                    |
| 396814 | 2004 QX11              | 21 d'agost de 2004     | Siding Spring        | Siding Spring Survey      |
| 396815 | 2004 QG24              | 27 d'agost de 2004     | Socorro              | LINEAR                    |
| 396816 | 2004 QU28              | 17 d'agost de 2004     | Mauna Kea            | D. J. Tholen              |
| 396817 | 2004 RZ2               | 6 de setembre de 2004  | Socorro              | LINEAR                    |
| 396818 | 2004 RJ3               | 6 de setembre de 2004  | Socorro              | LINEAR                    |
| 396819 | 2004 RH50              | 8 de setembre de 2004  | Socorro              | LINEAR                    |
| 396820 | 2004 RS50              | 8 de setembre de 2004  | Socorro              | LINEAR                    |
| 396821 | 2004 RP51              | 8 de setembre de 2004  | Socorro              | LINEAR                    |
| 396822 | 2004 RH56              | 27 d'agost de 2004     | Anderson Mesa        | LONEOS                    |
| 396823 | 2004 RJ58              | 8 de setembre de 2004  | Socorro              | LINEAR                    |
| 396824 | 2004 RR87              | 7 de setembre de 2004  | Kitt Peak            | Spacewatch                |
| 396825 | 2004 RD91              | 21 d'agost de 2004     | Catalina             | CSS                       |
| 396826 | 2004 RN93              | 8 de setembre de 2004  | Socorro              | LINEAR                    |
| 396827 | 2004 RA112             | 4 de setembre de 2004  | Palomar              | NEAT                      |
| 396828 | 2004 RE119             | 7 de setembre de 2004  | Kitt Peak            | Spacewatch                |
| 396829 | 2004 RY143             | 8 de setembre de 2004  | Socorro              | LINEAR                    |
| 396830 | 2004 RV146             | 9 de setembre de 2004  | Socorro              | LINEAR                    |
| 396831 | 2004 RJ154             | 10 de setembre de 2004 | Socorro              | LINEAR                    |
| 396832 | 2004 RS154             | 22 d'agost de 2004     | Kitt Peak            | Spacewatch                |
| 396833 | 2004 RG155             | 10 de setembre de 2004 | Socorro              | LINEAR                    |
| 396834 | 2004 RA158             | 10 de setembre de 2004 | Socorro              | LINEAR                    |
| 396835 | 2004 RO161             | 11 de setembre de 2004 | Kitt Peak            | Spacewatch                |
| 396836 | 2004 RS163             | 11 d'agost de 2004     | Socorro              | LINEAR                    |
| 396837 | 2004 RN168             | 8 de setembre de 2004  | Socorro              | LINEAR                    |
| 396838 | 2004 RG183             | 10 de setembre de 2004 | Socorro              | LINEAR                    |
| 396839 | 2004 RV186             | 10 de setembre de 2004 | Socorro              | LINEAR                    |
| 396840 | 2004 RP197             | 10 de setembre de 2004 | Socorro              | LINEAR                    |
| 396841 | 2004 RV198             | 10 de setembre de 2004 | Kitt Peak            | Spacewatch                |
| 396842 | 2004 RE205             | 8 de setembre de 2004  | Socorro              | LINEAR                    |
| 396843 | 2004 RL214             | 11 de setembre de 2004 | Socorro              | LINEAR                    |
| 396844 | 2004 RA229             | 9 de setembre de 2004  | Kitt Peak            | Spacewatch                |
| 396845 | 2004 RW235             | 10 de setembre de 2004 | Socorro              | LINEAR                    |
| 396846 | 2004 RN239             | 10 de setembre de 2004 | Kitt Peak            | Spacewatch                |
| 396847 | 2004 RG252             | 14 de setembre de 2004 | Socorro              | LINEAR                    |
| 396848 | 2004 RH267             | 11 de setembre de 2004 | Kitt Peak            | Spacewatch                |
| 396849 | 2004 RP284             | 15 de setembre de 2004 | Kitt Peak            | Spacewatch                |
| 396850 | 2004 RF303             | 12 de setembre de 2004 | Kitt Peak            | Spacewatch                |
| 396851 | 2004 RO336             | 15 de setembre de 2004 | Kitt Peak            | Spacewatch                |
| 396852 | 2004 RO339             | 6 de setembre de 2004  | Socorro              | LINEAR                    |
| 396853 | 2004 SG                | 16 de setembre de 2004 | Socorro              | LINEAR                    |
| 396854 | 2004 SR9               | 18 de setembre de 2004 | Moletai              | K. Cernis, J. Zdanavicius |
| 396855 | 2004 SW15              | 8 de setembre de 2004  | Socorro              | LINEAR                    |
| 396856 | 2004 SM22              | 17 de setembre de 2004 | Socorro              | LINEAR                    |
| 396857 | 2004 SM56              | 16 de setembre de 2004 | Anderson Mesa        | LONEOS                    |
| 396858 | 2004 TC1               | 5 d'octubre de 2004    | Three Buttes         | Three Buttes              |
| 396859 | 2004 TG5               | 4 d'octubre de 2004    | Kitt Peak            | Spacewatch                |
| 396860 | 2004 TH11              | 8 d'octubre de 2004    | Socorro              | LINEAR                    |
| 396861 | 2004 TT16              | 7 d'octubre de 2004    | Palomar              | NEAT                      |
| 396862 | 2004 TG17              | 9 d'octubre de 2004    | Anderson Mesa        | LONEOS                    |
| 396863 | 2004 TR20              | 7 d'octubre de 2004    | Kitt Peak            | Spacewatch                |
| 396864 | 2004 TO25              | 4 d'octubre de 2004    | Kitt Peak            | Spacewatch                |
| 396865 | 2004 TU31              | 4 d'octubre de 2004    | Kitt Peak            | Spacewatch                |
| 396866 | 2004 TN32              | 4 d'octubre de 2004    | Kitt Peak            | Spacewatch                |
| 396867 | 2004 TM36              | 15 de setembre de 2004 | Kitt Peak            | Spacewatch                |
| 396868 | 2004 TA44              | 4 d'octubre de 2004    | Kitt Peak            | Spacewatch                |
| 396869 | 2004 TX45              | 4 d'octubre de 2004    | Kitt Peak            | Spacewatch                |
| 396870 | 2004 TL61              | 5 d'octubre de 2004    | Anderson Mesa        | LONEOS                    |
| 396871 | 2004 TQ61              | 5 d'octubre de 2004    | Anderson Mesa        | LONEOS                    |
| 396872 | 2004 TT67              | 5 d'octubre de 2004    | Anderson Mesa        | LONEOS                    |
| 396873 | 2004 TK78              | 4 d'octubre de 2004    | Socorro              | LINEAR                    |
| 396874 | 2004 TZ98              | 17 de setembre de 2004 | Kitt Peak            | Spacewatch                |
| 396875 | 2004 TM108             | 17 de setembre de 2004 | Anderson Mesa        | LONEOS                    |
| 396876 | 2004 TD118             | 5 d'octubre de 2004    | Anderson Mesa        | LONEOS                    |
| 396877 | 2004 TD119             | 6 d'octubre de 2004    | Socorro              | LINEAR                    |
| 396878 | 2004 TE143             | 4 d'octubre de 2004    | Kitt Peak            | Spacewatch                |
| 396879 | 2004 TP146             | 18 de setembre de 2004 | Socorro              | LINEAR                    |
| 396880 | 2004 TY154             | 6 d'octubre de 2004    | Kitt Peak            | Spacewatch                |
| 396881 | 2004 TW158             | 12 de febrer de 2002   | Kitt Peak            | Spacewatch                |
| 396882 | 2004 TR192             | 7 d'octubre de 2004    | Kitt Peak            | Spacewatch                |
| 396883 | 2004 TN262             | 27 d'agost de 2004     | Anderson Mesa        | LONEOS                    |
| 396884 | 2004 TW264             | 9 d'octubre de 2004    | Kitt Peak            | Spacewatch                |
| 396885 | 2004 TL276             | 9 d'octubre de 2004    | Kitt Peak            | Spacewatch                |
| 396886 | 2004 TR307             | 10 d'octubre de 2004   | Socorro              | LINEAR                    |
| 396887 | 2004 TV310             | 10 d'octubre de 2004   | Socorro              | LINEAR                    |
| 396888 | 2004 VZ17              | 4 de novembre de 2004  | Kitt Peak            | Spacewatch                |
| 396889 | 2004 VK41              | 23 d'octubre de 2004   | Kitt Peak            | Spacewatch                |
| 396890 | 2004 VT63              | 10 de novembre de 2004 | Kitt Peak            | Spacewatch                |
| 396891 | 2004 VF79              | 3 de novembre de 2004  | Kitt Peak            | Spacewatch                |
| 396892 | 2004 WR8               | 19 de novembre de 2004 | Socorro              | LINEAR                    |
| 396893 | 2004 XL16              | 10 de desembre de 2004 | Kitt Peak            | Spacewatch                |
| 396894 | 2004 XQ30              | 7 de desembre de 2004  | Socorro              | LINEAR                    |
| 396895 | 2004 XJ33              | 10 de desembre de 2004 | Socorro              | LINEAR                    |
| 396896 | 2004 XO56              | 10 de desembre de 2004 | Kitt Peak            | Spacewatch                |
| 396897 | 2004 XJ77              | 10 de desembre de 2004 | Vail-Jarnac          | Jarnac                    |
| 396898 | 2004 XK82              | 11 de desembre de 2004 | Socorro              | LINEAR                    |
| 396899 | 2004 XV91              | 11 de desembre de 2004 | Kitt Peak            | Spacewatch                |
| 396900 | 2004 XH159             | 14 de desembre de 2004 | Kitt Peak            | Spacewatch                |

## 396901-397000
| Nom    | Designació provisional | Data de descobriment   | Lloc de descobriment | Descobridor/s     |
| ------ | ---------------------- | ---------------------- | -------------------- | ----------------- |
| 396901 | 2004 XV161             | 15 de desembre de 2004 | Socorro              | LINEAR            |
| 396902 | 2004 YE10              | 9 de novembre de 2004  | Catalina             | CSS               |
| 396903 | 2004 YD21              | 18 de desembre de 2004 | Mount Lemmon         | Mt. Lemmon Survey |
| 396904 | 2004 YR21              | 18 de desembre de 2004 | Mount Lemmon         | Mt. Lemmon Survey |
| 396905 | 2005 AG27              | 15 de desembre de 2004 | Campo Imperatore     | CINEOS            |
| 396906 | 2005 AT49              | 13 de gener de 2005    | Socorro              | LINEAR            |
| 396907 | 2005 AJ51              | 13 de gener de 2005    | Catalina             | CSS               |
| 396908 | 2005 AO82              | 7 de gener de 2005     | Kitt Peak            | Spacewatch        |
| 396909 | 2005 BO10              | 16 de gener de 2005    | Kitt Peak            | Spacewatch        |
| 396910 | 2005 BV13              | 17 de gener de 2005    | Kitt Peak            | Spacewatch        |
| 396911 | 2005 BH20              | 20 de desembre de 2004 | Mount Lemmon         | Mt. Lemmon Survey |
| 396912 | 2005 CX41              | 2 de febrer de 2005    | Kitt Peak            | Spacewatch        |
| 396913 | 2005 ED36              | 4 de març de 2005      | Catalina             | CSS               |
| 396914 | 2005 EG43              | 3 de març de 2005      | Kitt Peak            | Spacewatch        |
| 396915 | 2005 EK60              | 4 de març de 2005      | Catalina             | CSS               |
| 396916 | 2005 ES64              | 4 de març de 2005      | Mount Lemmon         | Mt. Lemmon Survey |
| 396917 | 2005 EA81              | 4 de març de 2005      | Kitt Peak            | Spacewatch        |
| 396918 | 2005 EF95              | 9 de març de 2005      | Socorro              | LINEAR            |
| 396919 | 2005 EJ108             | 4 de març de 2005      | Catalina             | CSS               |
| 396920 | 2005 EZ118             | 7 de març de 2005      | Socorro              | LINEAR            |
| 396921 | 2005 EG141             | 10 de març de 2005     | Catalina             | CSS               |
| 396922 | 2005 EG157             | 9 de març de 2005      | Mount Lemmon         | Mt. Lemmon Survey |
| 396923 | 2005 EU196             | 11 de març de 2005     | Anderson Mesa        | LONEOS            |
| 396924 | 2005 ED245             | 11 de març de 2005     | Kitt Peak            | Spacewatch        |
| 396925 | 2005 EY256             | 11 de març de 2005     | Mount Lemmon         | Mt. Lemmon Survey |
| 396926 | 2005 EE269             | 15 de març de 2005     | Catalina             | CSS               |
| 396927 | 2005 EH283             | 11 de març de 2005     | Catalina             | CSS               |
| 396928 | 2005 EE311             | 10 de març de 2005     | Mount Lemmon         | Mt. Lemmon Survey |
| 396929 | 2005 FQ7               | 30 de març de 2005     | Catalina             | CSS               |
| 396930 | 2005 GW29              | 4 d'abril de 2005      | Catalina             | CSS               |
| 396931 | 2005 GX33              | 4 d'abril de 2005      | San Marcello         | San Marcello      |
| 396932 | 2005 GM65              | 2 d'abril de 2005      | Mount Lemmon         | Mt. Lemmon Survey |
| 396933 | 2005 GU95              | 6 d'abril de 2005      | Kitt Peak            | Spacewatch        |
| 396934 | 2005 GK124             | 9 d'abril de 2005      | Mount Lemmon         | Mt. Lemmon Survey |
| 396935 | 2005 GN128             | 13 d'abril de 2005     | Mayhill              | A. Lowe           |
| 396936 | 2005 GB139             | 12 d'abril de 2005     | Socorro              | LINEAR            |
| 396937 | 2005 GN167             | 11 d'abril de 2005     | Mount Lemmon         | Mt. Lemmon Survey |
| 396938 | 2005 GE172             | 14 d'abril de 2005     | Kitt Peak            | Spacewatch        |
| 396939 | 2005 JW23              | 3 de maig de 2005      | Kitt Peak            | Spacewatch        |
| 396940 | 2005 JB25              | 3 de maig de 2005      | Kitt Peak            | Spacewatch        |
| 396941 | 2005 JF25              | 3 de maig de 2005      | Kitt Peak            | Spacewatch        |
| 396942 | 2005 JQ67              | 4 de maig de 2005      | Palomar              | NEAT              |
| 396943 | 2005 JD73              | 8 de maig de 2005      | Kitt Peak            | Spacewatch        |
| 396944 | 2005 JF86              | 8 de maig de 2005      | Mount Lemmon         | Mt. Lemmon Survey |
| 396945 | 2005 JS90              | 11 de maig de 2005     | Mount Lemmon         | Mt. Lemmon Survey |
| 396946 | 2005 JF118             | 10 de maig de 2005     | Kitt Peak            | Spacewatch        |
| 396947 | 2005 JK145             | 15 de maig de 2005     | Mount Lemmon         | Mt. Lemmon Survey |
| 396948 | 2005 JQ176             | 9 de maig de 2005      | Kitt Peak            | Spacewatch        |
| 396949 | 2005 JN178             | 11 de maig de 2005     | Mount Lemmon         | Mt. Lemmon Survey |
| 396950 | 2005 JC185             | 13 de maig de 2005     | Kitt Peak            | Spacewatch        |
| 396951 | 2005 LA26              | 8 de juny de 2005      | Kitt Peak            | Spacewatch        |
| 396952 | 2005 LC26              | 8 de juny de 2005      | Kitt Peak            | Spacewatch        |
| 396953 | 2005 LX27              | 30 d'abril de 2005     | Kitt Peak            | Spacewatch        |
| 396954 | 2005 LO29              | 10 de juny de 2005     | Kitt Peak            | Spacewatch        |
| 396955 | 2005 LV29              | 11 de juny de 2005     | Kitt Peak            | Spacewatch        |
| 396956 | 2005 NT9               | 1 de juliol de 2005    | Kitt Peak            | Spacewatch        |
| 396957 | 2005 QQ                | 22 d'agost de 2005     | Palomar              | NEAT              |
| 396958 | 2005 QA24              | 27 d'agost de 2005     | Kitt Peak            | Spacewatch        |
| 396959 | 2005 QW24              | 27 d'agost de 2005     | Kitt Peak            | Spacewatch        |
| 396960 | 2005 QG89              | 29 d'agost de 2005     | Anderson Mesa        | LONEOS            |
| 396961 | 2005 QF111             | 27 d'agost de 2005     | Palomar              | NEAT              |
| 396962 | 2005 QJ136             | 28 d'agost de 2005     | Kitt Peak            | Spacewatch        |
| 396963 | 2005 QO157             | 31 d'agost de 2005     | Kitt Peak            | Spacewatch        |
| 396964 | 2005 QJ159             | 28 d'agost de 2005     | Anderson Mesa        | LONEOS            |
| 396965 | 2005 RV31              | 30 d'agost de 2005     | Kitt Peak            | Spacewatch        |
| 396966 | 2005 RX46              | 14 de setembre de 2005 | Apache Point         | A. C. Becker      |
| 396967 | 2005 RZ51              | 10 de juliol de 2005   | Catalina             | CSS               |
| 396968 | 2005 SB20              | 23 de setembre de 2005 | Kitt Peak            | Spacewatch        |
| 396969 | 2005 SB34              | 23 de setembre de 2005 | Kitt Peak            | Spacewatch        |
| 396970 | 2005 SE54              | 25 de setembre de 2005 | Kitt Peak            | Spacewatch        |
| 396971 | 2005 SM54              | 25 de setembre de 2005 | Kitt Peak            | Spacewatch        |
| 396972 | 2005 SC55              | 25 de setembre de 2005 | Kitt Peak            | Spacewatch        |
| 396973 | 2005 SF59              | 26 de setembre de 2005 | Kitt Peak            | Spacewatch        |
| 396974 | 2005 ST77              | 24 de setembre de 2005 | Kitt Peak            | Spacewatch        |
| 396975 | 2005 SB89              | 24 de setembre de 2005 | Kitt Peak            | Spacewatch        |
| 396976 | 2005 SX97              | 25 de setembre de 2005 | Kitt Peak            | Spacewatch        |
| 396977 | 2005 SK100             | 25 de setembre de 2005 | Kitt Peak            | Spacewatch        |
| 396978 | 2005 SV103             | 25 de setembre de 2005 | Palomar              | NEAT              |
| 396979 | 2005 SF111             | 26 de setembre de 2005 | Kitt Peak            | Spacewatch        |
| 396980 | 2005 SC113             | 26 de setembre de 2005 | Palomar              | NEAT              |
| 396981 | 2005 SG119             | 28 de setembre de 2005 | Palomar              | NEAT              |
| 396982 | 2005 SR129             | 29 de setembre de 2005 | Mount Lemmon         | Mt. Lemmon Survey |
| 396983 | 2005 SK130             | 29 de setembre de 2005 | Anderson Mesa        | LONEOS            |
| 396984 | 2005 SX130             | 29 de setembre de 2005 | Mount Lemmon         | Mt. Lemmon Survey |
| 396985 | 2005 SX135             | 24 de setembre de 2005 | Kitt Peak            | Spacewatch        |
| 396986 | 2005 SF149             | 25 de setembre de 2005 | Kitt Peak            | Spacewatch        |
| 396987 | 2005 SZ149             | 25 de setembre de 2005 | Kitt Peak            | Spacewatch        |
| 396988 | 2005 SG156             | 26 de setembre de 2005 | Kitt Peak            | Spacewatch        |
| 396989 | 2005 SB173             | 29 de setembre de 2005 | Kitt Peak            | Spacewatch        |
| 396990 | 2005 SK177             | 29 de setembre de 2005 | Kitt Peak            | Spacewatch        |
| 396991 | 2005 SB181             | 29 de setembre de 2005 | Kitt Peak            | Spacewatch        |
| 396992 | 2005 SO183             | 29 de setembre de 2005 | Kitt Peak            | Spacewatch        |
| 396993 | 2005 SG194             | 29 de setembre de 2005 | Kitt Peak            | Spacewatch        |
| 396994 | 2005 ST212             | 24 de setembre de 2005 | Kitt Peak            | Spacewatch        |
| 396995 | 2005 SL213             | 30 de setembre de 2005 | Kitt Peak            | Spacewatch        |
| 396996 | 2005 SP215             | 30 de setembre de 2005 | Anderson Mesa        | LONEOS            |
| 396997 | 2005 SQ226             | 30 de setembre de 2005 | Kitt Peak            | Spacewatch        |
| 396998 | 2005 SZ236             | 29 de setembre de 2005 | Kitt Peak            | Spacewatch        |
| 396999 | 2005 SK280             | 25 de setembre de 2005 | Kitt Peak            | Spacewatch        |
| 397000 | 2005 SC283             | 21 de setembre de 2005 | Apache Point         | A. C. Becker      |